# Tempio di Iside (Benevento)
Il tempio di Iside era un luogo di culto esistito in età romana a Benevento: le iscrizioni riportate da due obelischi tardo-egizi presenti in città informano che un edificio grandioso era stato eretto in onore di Iside dall'imperatore Domiziano, fra l'88 e l'89 d.C..
A parte tali obelischi, la statua del dio Api (di incerta attribuzione), e alcuni altri elementi murati nelle architetture della città, i reperti del tempio furono scoperti in più luoghi ed occasioni a partire dalla fine del XIX secolo. Particolarmente importante fu la scoperta del 1903 dietro all'ex convento di Sant'Agostino, che restituì un abbondante numero di sculture di fattura in parte romana o ellenistica, ma soprattutto egizia o egittizzante.
I ritrovamenti beneventani collegati a culti egizi furono raccolti per la prima volta in un catalogo nel 1969, a opera dell'egittologo tedesco Hans Wolfgang Müller. Egli riconobbe in Benevento il più grande centro di rinvenimenti egizi fuori dall'Egitto, insieme a Roma, ed elaborò una prima ricostruzione di come si evolsero nel tempo il culto e il tempio di Iside all'interno della colonia beneventana. Tali ipotesi sono state poi rivedute ed arricchite da altri studiosi.
Nessuno scavo archeologico ha però potuto accertare il luogo dove sorgeva il tempio. Quasi tutti i numerosi reperti sono custoditi dal museo del Sannio, nella sezione apposita distaccata presso il museo d'arte contemporanea Sannio.

## L'evoluzione del culto di Iside a Benevento

### L'importazione dal mondo ellenistico

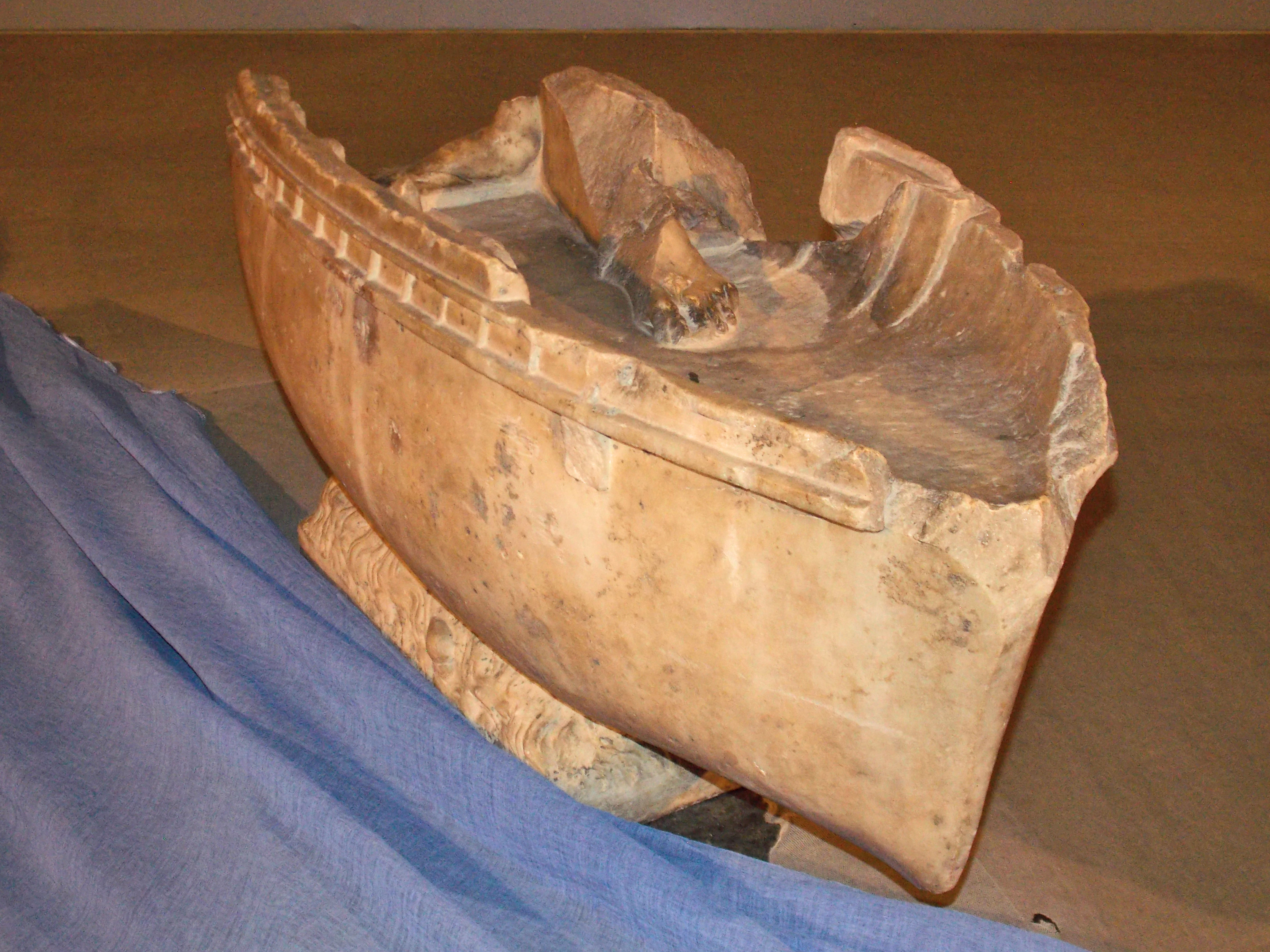
Il frammento di statua di Iside Pelagia

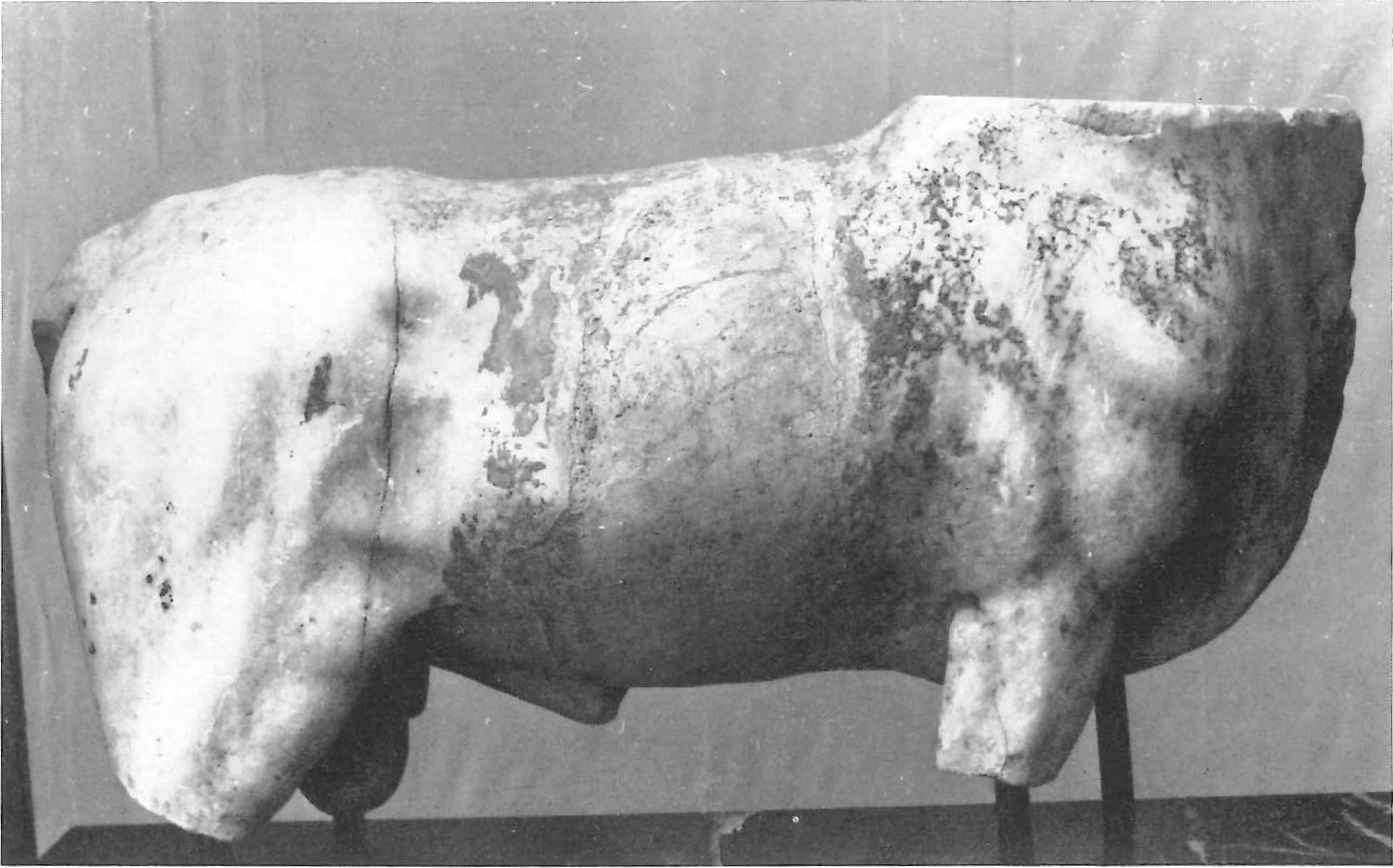
Il toro Apis in marmo

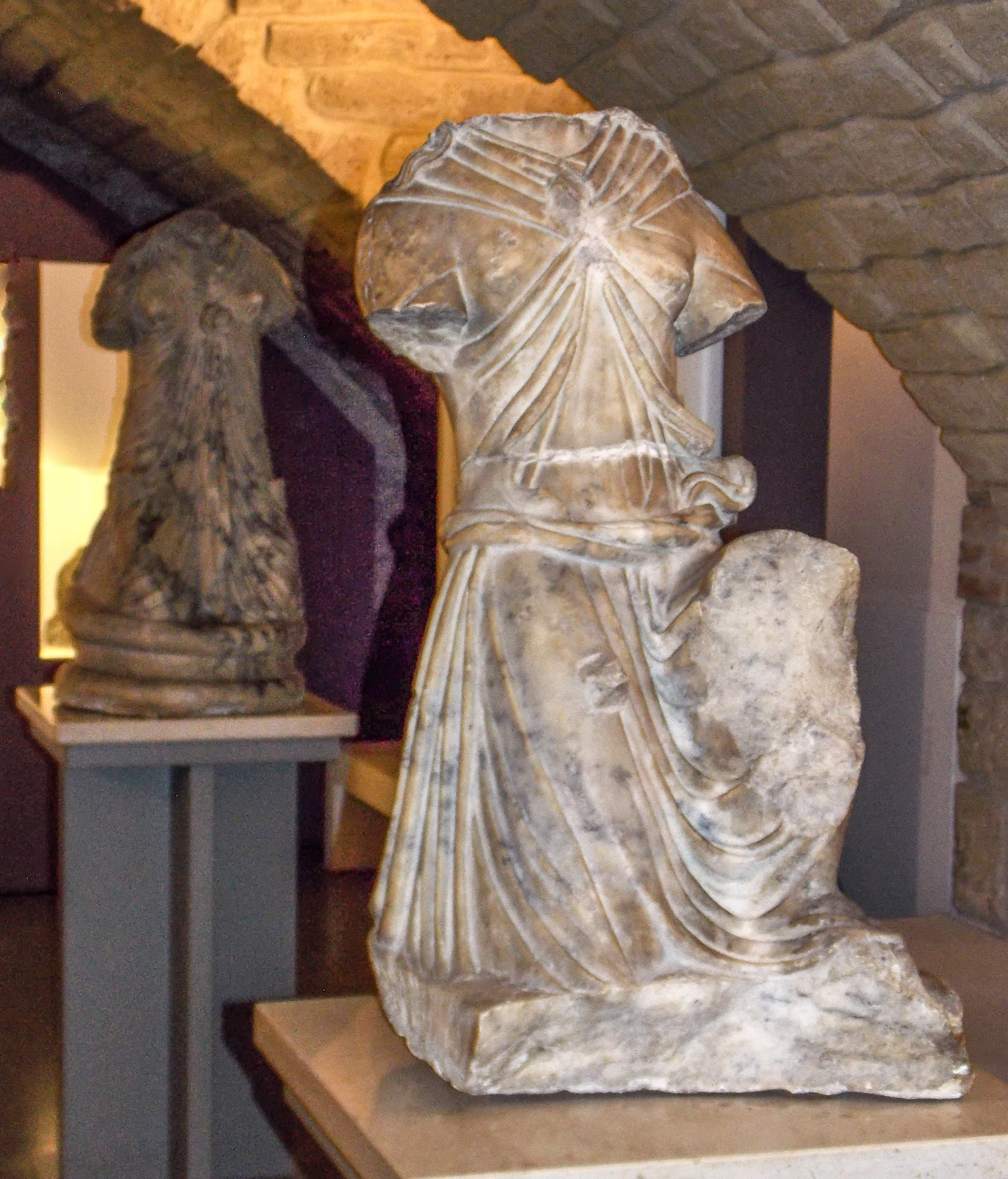
Due delle tre adoratrici isiache inginocchiate

I due obelischi presenti a Benevento, eretti in concomitanza con l'inaugurazione del tempio di Domiziano, danno ad Iside l'appellativo di "Signora di Benevento": ciò testimonierebbe che, a quel tempo, il culto della dea era già presente e ben radicato in città.
Il culto di Iside arrivò in Campania tramite le vie del commercio, e precisamente attraverso il porto di Pozzuoli, ad opera di viaggiatori egizi o dell'area del Mar Egeo. Nel II secolo a.C. esistevano già il tempio di Iside di Pompei e il tempio di Pozzuoli dedicato a Serapide, una divinità paredra di Iside concepita in età tolemaica e diffusa tramite l'ambiente ellenistico. In questi templi, il culto delle divinità egizie era ampiamente rivisto in una chiave culturale ellenistica.
Potrebbe essere stato ancora per dinamiche commerciali che il culto di Iside giunse a Benevento, mantenendo caratteristiche simili: in tale città, infatti, si diramavano due antiche strade consolari: la via Appia e la via Minucia, entrambe dirette da Roma verso l'Oriente. Ad attestare quest'origine sarebbero la base di una statua di Iside su una nave, in marmo pario, interpretata come Iside Pelagia; e quella di un toro Apis nello stesso materiale. Entrambe le statue, realizzate secondo i canoni greco-ellenistici, sono state datate al I secolo a.C.; questo potrebbe essere anche un riferimento cronologico per l'arrivo dei culti isiaci a Benevento.
L'attributo di Pelagia, anch'esso attribuito a Iside in ambiente non egizio ma ellenistico, significava che la dea fungeva da protettrice della navigazione per i commercianti dell'Egeo. In questa veste era venerata nel santuario sull'isola di Delo, che aveva importanti rapporti con la Campania; e Müller ha supposto che Delo sia anche la provenienza della statua beneventana. Se lo studioso ebbe ragione nel riconoscere Iside Pelagia in tale frammento, esso sarebbe l'unica attestazione rimasta di una sua statua a tutto tondo. Tuttavia è problematico credere che, in una città non di mare, si pensasse davvero a Iside in questi termini: da un lato si può pensare che i viaggiatori rendessero omaggio alla dea prima o dopo la navigazione, dall'altro non è chiaro come a Benevento si sia potuta svolgere la celebrazione isiaca del navigium, che riapriva la navigazione in primavera, e che prevedeva un rito da svolgersi mettendo un modello di barca in mare. Neanche l'identificazione del toro di marmo con Apis è unanimemente accettata. Müller ricollega a questa versione pre-domizianea del culto di Iside anche tre statue di sacerdotesse di Iside inginocchiate, benché esse siano di età romano-imperiale.
Ai tempi della diffusione dei culti isiaci nell'Egeo e successivamente in Italia, Iside era ormai una divinità "universale", che aveva assorbito le caratteristiche e le funzioni di varie divinità; una dea onnipotente, che poteva garantire la salvezza dopo la morte e in quanto tale ben si distingueva rispetto alla limitata potenza delle divinità tradizionali greche e romane. Müller sostiene che in Italia il suo culto abbia interessato prima le classi sociali più basse, che collegavano tale salvezza al riscatto sociale cui aspiravano sotto i Gracchi; e poi sia passato agli ambienti più ricchi ed eleganti. In contrasto a questa interpretazione, è stato osservato che il culto di Iside in ambiente ellenistico era misterico, e quindi il fedele poteva ottenere la rivelazione delle verità più profonde solo se aveva una buona disponibilità economica. E, in effetti, è stata formulata anche l'ipotesi che la prima cappella beneventana dedicata a Iside sia stata eretta per uso privato da qualche persona del ceto abbiente.
Comunque, anche volendo immaginare questa fase del culto di Iside come prerogativa delle classi alte, è da considerare che non erano solo i commercianti a trovare interessante la dea egizia, proprio perché Iside e le divinità a lei collegate si erano arricchite di tantissime sfaccettature diverse. Nel caso di Benevento, celebrata già nell'antichità per la fertilità del suo territorio e sede di più colonie, i possidenti agricoli potevano celebrare lei, e soprattutto lo sposo Osiride, come divinità dell'agricoltura e della fertilità.

### La spinta da parte dei Flavi

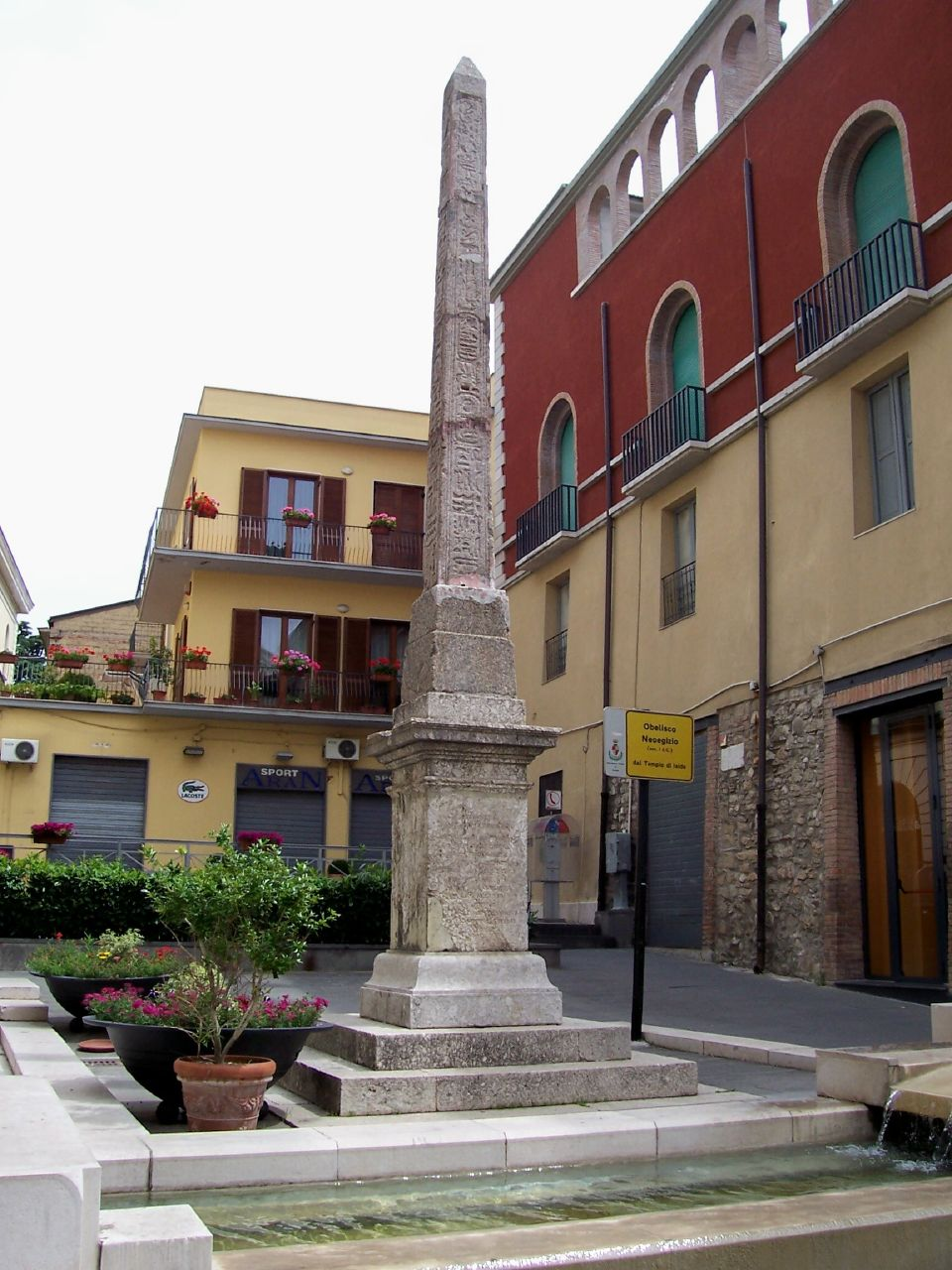
L'obelisco di Piazza Papiniano, il più integro dei due del tempio di Iside

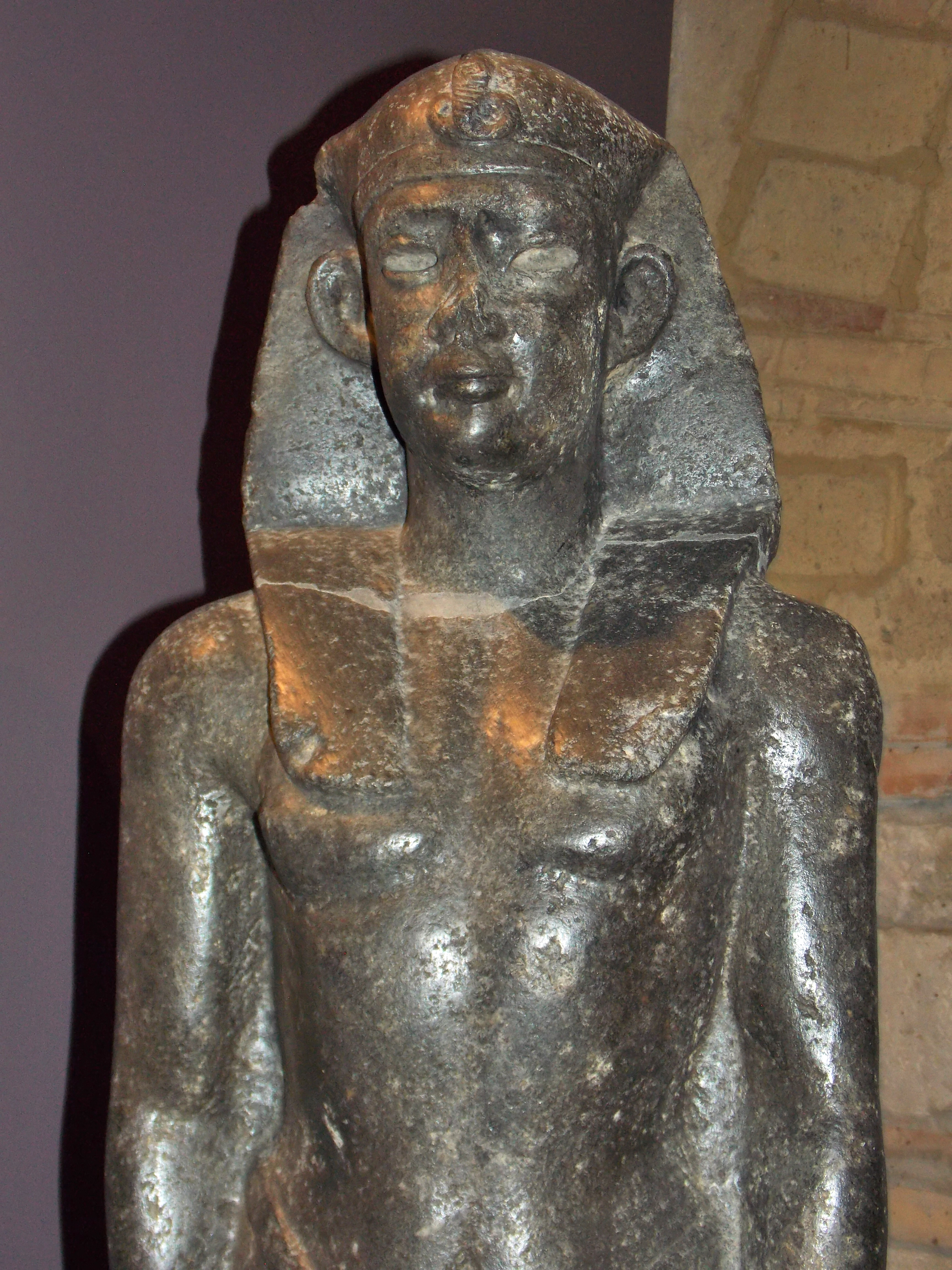
Domiziano ritratto come faraone. La scelta di questa raffigurazione rende esplicite le intenzioni politiche dell'imperatore nel costruire il tempio beneventano.

I culti egizi che si diffondevano in Italia furono a lungo invisi alla classe dirigente romana. Le cose iniziarono a cambiare con Caligola, ma una svolta veramente decisa si ebbe con l'accesso della dinastia flavia al potere imperiale romano. Alcune vicende della dinastia Flavia possono spiegare sia il loro attaccamento nei confronti di Iside, che il motivo per cui tale dinastia promosse il suo culto a Benevento.
La storia degli imperatori flavi inizia nell'estate del 69, nel corso della guerra civile fra Vitellio e Vespasiano. Quest'ultimo, che si trovava ad Alessandria, fu acclamato imperatore dalle legioni d'Egitto, in opposizione a Vitellio che teneva la carica a Roma. Tale investitura sarebbe stata suggellata da eventi miracolosi nel Serapeo della città, di cui lo stesso Vespasiano fu protagonista. Nel dicembre di tale anno Domiziano, figlio diciottenne di Vespasiano, era inseguito dai seguaci di Vitellio nel tempio di Giove Capitolino a Roma: sfuggì da loro grazie a un travestimento con cui si confuse fra un gruppo di sacerdoti di Iside. L'anno successivo Vespasiano era di ritorno verso Roma, con la carica di imperatore: Domiziano gli andò incontro e i due si incontrarono a Benevento. Già dall'anno 71, più elementi testimoniano la devozione di Vespasiano per Iside.
Domiziano divenne imperatore nell'81. Egli non diede segni espliciti di una speciale devozione per Iside ma, forse per ragione delle proprie vicende familiari, prima ricostruì l'Iseo Campense di Roma, distrutto da un incendio, in forme più grandiose; e, qualche anno più tardi, inaugurò un nuovo tempio di Iside a Benevento: un "grandioso palazzo", come si legge dalle iscrizioni degli obelischi che vi erano eretti; non si sa se fu un edificio del tutto nuovo o un ampliamento di un santuario esistente, reso necessario dall'incremento della popolazione di Benevento dovuto alla felice posizione della città.
Anche se l'inaugurazione avvenne, come tali obelischi attestano, fra l'88 e l'89, non è da escludere che la costruzione del tempio (o anche soltanto la promozione del culto di Iside) sia stata iniziata da Vespasiano, fautore di un programma edilizio anche a Roma. La costruzione deve aver richiesto di investire capitali importanti, ed un certo coinvolgimento da parte di Domiziano, come è ben testimoniato dall'abbondante materiale di provenienza egizia rimasto del tempio. I Flavi importarono qualche scultura di età faraonica o tolemaica, e ne fecero produrre altre specificamente per il tempio beneventano.
La promozione del culto di Iside sotto i Flavi aveva un importante movente politico. Era intento di tali imperatori rivisitare il proprio potere in chiave assolutista: essi potevano trovare giustificazione per tale concezione nel mondo ellenistico ma soprattutto nei culti egizi, che prevedevano fra l'altro l'investitura e la protezione divina sul monarca. Tutto ciò divenne particolarmente evidente con Domiziano, che volle essere riconosciuto come «dominus et deus» e che, non a caso, sugli obelischi di Benevento è identificato con Horus, figlio di Iside, alla maniera dei faraoni.

### Sincretismi e culti collegati

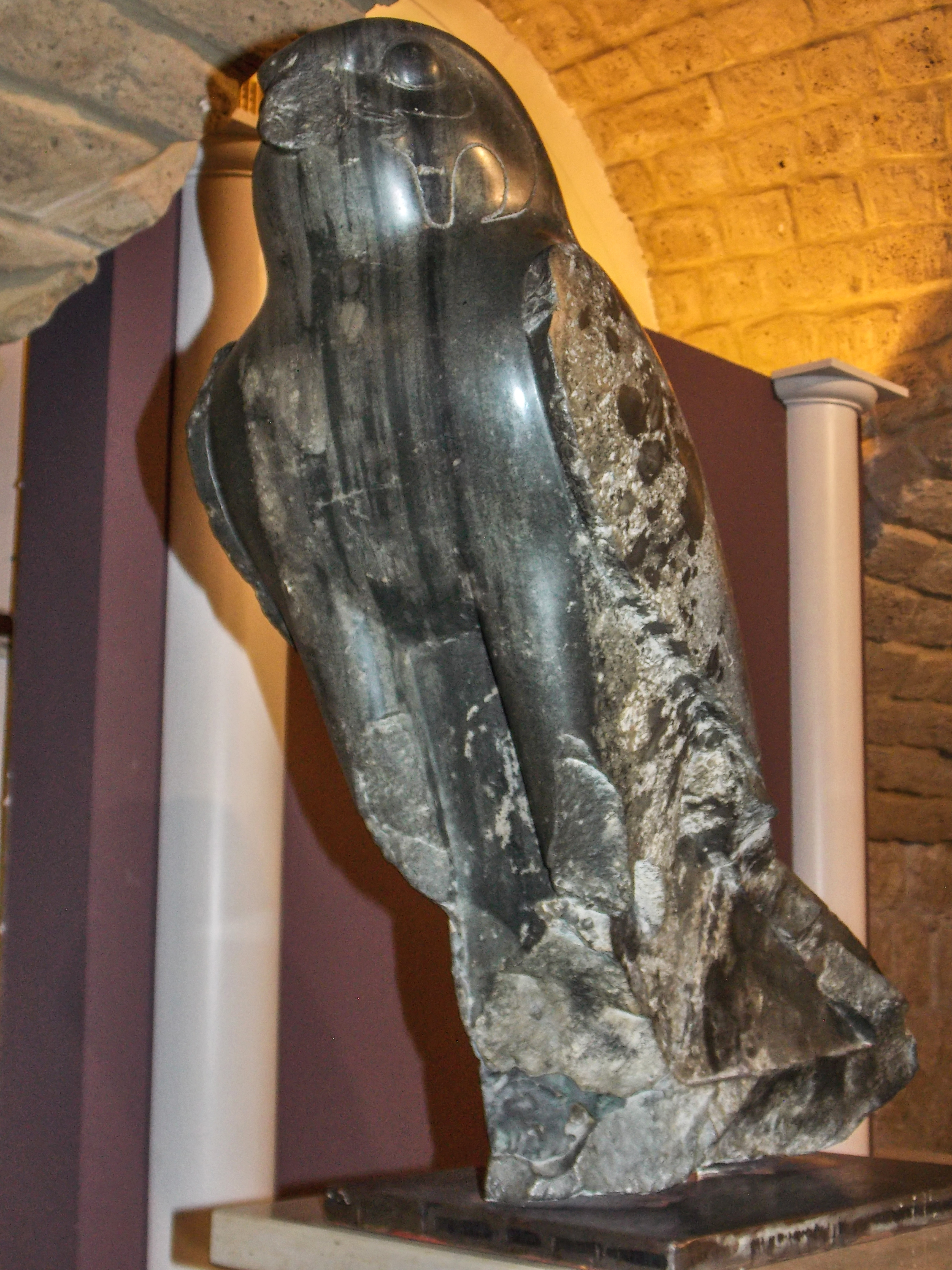
Horus rappresentato come falco. Si tratta di una statua della fine dell'età faraonica, fatta giungere da Domiziano a Benevento.

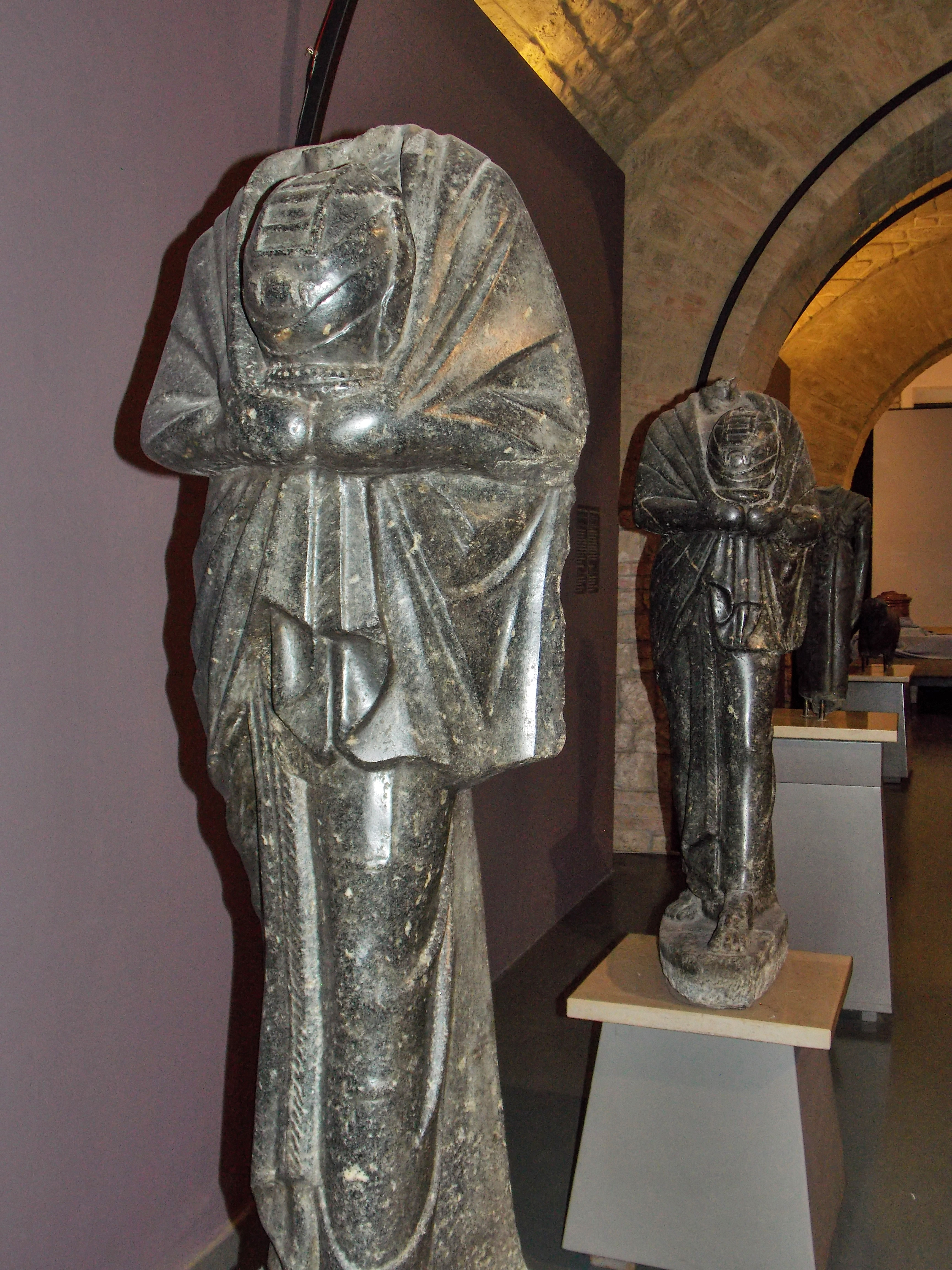
Sacerdoti di Osiride-Canopo

Sugli obelischi beneventani Iside è chiamata «la Madre del Dio, Sothis, signora delle stelle, signora del cielo, della terra e del mondo sotterraneo», e ancora «occhio del sole», confermando il carattere plurisfaccettato che la dea aveva assunto da diversi secoli. Ma è anche significativo che gli obelischi siano stati eretti con l'augurio di un ritorno vittorioso di Domiziano da qualche impresa bellica, che potrebbe essere in Dacia o in Pannonia. Il tempio potrebbe aver enfatizzato il carattere di Iside come dea della vittoria, e celebrare quindi i successi militari dei Flavi.
Del resto, questo piano si intreccerebbe con la predilezione che Domiziano aveva per Minerva. Se da un lato i Flavi posero i culti isiaci in una nuova ottica dall'altro, in qualità di pontefici, necessitavano di salvaguardare la religione tradizionale: in particolare diedero rilievo alla dea della guerra, oltre che a Cibele, la "Grande Madre" degli dei. I due intenti erano in contrasto solo apparentemente: l'interpretatio graeca aveva già suggerito in passato un'identificazione di Iside con Atena nelle vesti di divinità guerriere, passando per un'altra dea egizia, Neith; e forse non va sottovalutato nemmeno il fatto che Minerva tendeva ad essere considerata divinità guaritrice come Iside. Per quanto riguarda Cibele, il ponte fra questa divinità e Iside è dato dal mito delle peripezie che la dea egizia trovò nel prendersi cura del figlio Horus, che la rese popolare come figura di madre.
Fuori da Benevento, gli esempi di sincretismo riguardanti tali divinità sono svariati. Nel Campo Marzio i templi di Iside e di Minerva Chalcidica sorgevano vicini, ed è possibile anche che Minerva fosse la titolare di un tempio individuato presso il tempio di Iside di Pompei, che come quello del Campo Marzio aveva ricevuto le attenzioni dei Flavi. Si sa poi dell'esistenza di sacerdotesse per il culto congiunto di Iside e Cibele, per esempio ad Aeclanum.
A Benevento esisteva sicuramente un importante culto di Minerva. Inoltre tale divinità, con l'attributo Berecynthia, finiva per assumere tratti generalmente associati a Cibele (anche se le due divinità venivano comunque tenute distinte). Vespasiano e Domiziano, incontratisi a Benevento, devono aver visto con i loro occhi questo sostrato presente nella stessa città, che potrebbe aver contribuito a creare il loro legame con essa. Che Minerva e Cibele abbiano avuto a che fare con il culto beneventano di Iside è suggerito da alcuni dei ritrovamenti dello scavo del 1903, pur non essendovi certezza che essi debbano provenire dal santuario della dea egizia. Fra questi sono una statua di Minerva, copia della cosiddetta Atena Vescovali, realizzata in età flavia; e due leoni in granito egizio rosa (un terzo è incastonato sulla cima del campanile del duomo di Benevento), ma dalle forme naturalistiche, che con un quarto leone perduto avrebbero trainato il carro di Cibele.
Un ulteriore discorso da considerare è il culto delle divinità egizie paredre di Iside che, stando al testo degli obelischi, erano venerate nel tempio beneventano. Qui Domiziano aveva recuperato la scultura egizia, o di ispirazione egizia, e le raffigurazioni tradizionali delle divinità che il mito lega fortemente ad Iside. Molti dèi sono rappresentati in figura zoomorfa: Horus, figlio di Iside e Osiride, in figura di falco, e non di bambino allattato da Iside, come si ritrova in genere nelle raffigurazioni più tarde; Thot, dio della saggezza e guida delle anime nell'oltretomba, ritratto come babbuino; un toro Apis, dio della fertilità e della regalità, che si aggiunge a quello di età ellenistica e a quello dubbio riposizionato in città. Inoltre, un'altra statua ritrae forse il dio Anubi. È stato osservato che questa operazione di recupero dei culti egizi nella forma più tradizionale si integrava bene con gli intenti di Domiziano sopra descritti: il richiamo all'età dei faraoni fungeva da propaganda per le sue aspirazioni assolutistiche, ma d'altra parte rimarcava la distinzione fra i culti di importazione e quelli tradizionali, che pur si compenetravano.
In aggiunta, a Benevento è ben attestato il culto di Osiride tramite il canopo, ovvero il vaso che conteneva le acque del Nilo in cui Osiride era morto affogato, e da cui egli emanava. In un'iscrizione perduta, datata al II secolo, un collegio di veterani chiamati "Martenses Infraforani" ringrazia un tale C. Umbro Eudrasto che aveva costruito, per loro utilizzo, un Canopus: questo è da intendersi come luogo in cui il vaso era venerato, in riferimento al tempio della città di Canopo vicino ad Alessandria.
La relazione fra tale ambiente e il tempio di Iside è dibattuta, e non è certo che il Canopus sia stato stabilito già sotto Domiziano. Segni di una sua devozione per Osiride-canopo proverrebbero dalla sua monetazione, o da una statua che potrebbe provenire da una sua villa. Però anche Adriano, qualche tempo dopo, non fu da meno: fece riprodurre il Canopo alessandrino nella sua villa a Tivoli. Dovendo riferirsi soltanto all'atteggiamento degli imperatori verso Osiride-canopo, non si può determinare quando fu eretto il Canopus beneventano. Ad ogni modo, alcuni degli arredi di tale ambiente possono essere riconosciuti fra i ritrovamenti in città: si tratta di tre statue di sacerdoti, di cui due reggenti un vaso canopo (dell'età adrianea) e uno il sistro (più antico). Come testimoniato un affresco da Ercolano, tali statue ritraggono i sacerdoti durante i riti isiaci del mattino, durante i quali il canopo veniva esposto ai fedeli.

### La fine del culto isiaco e i suoi retaggi

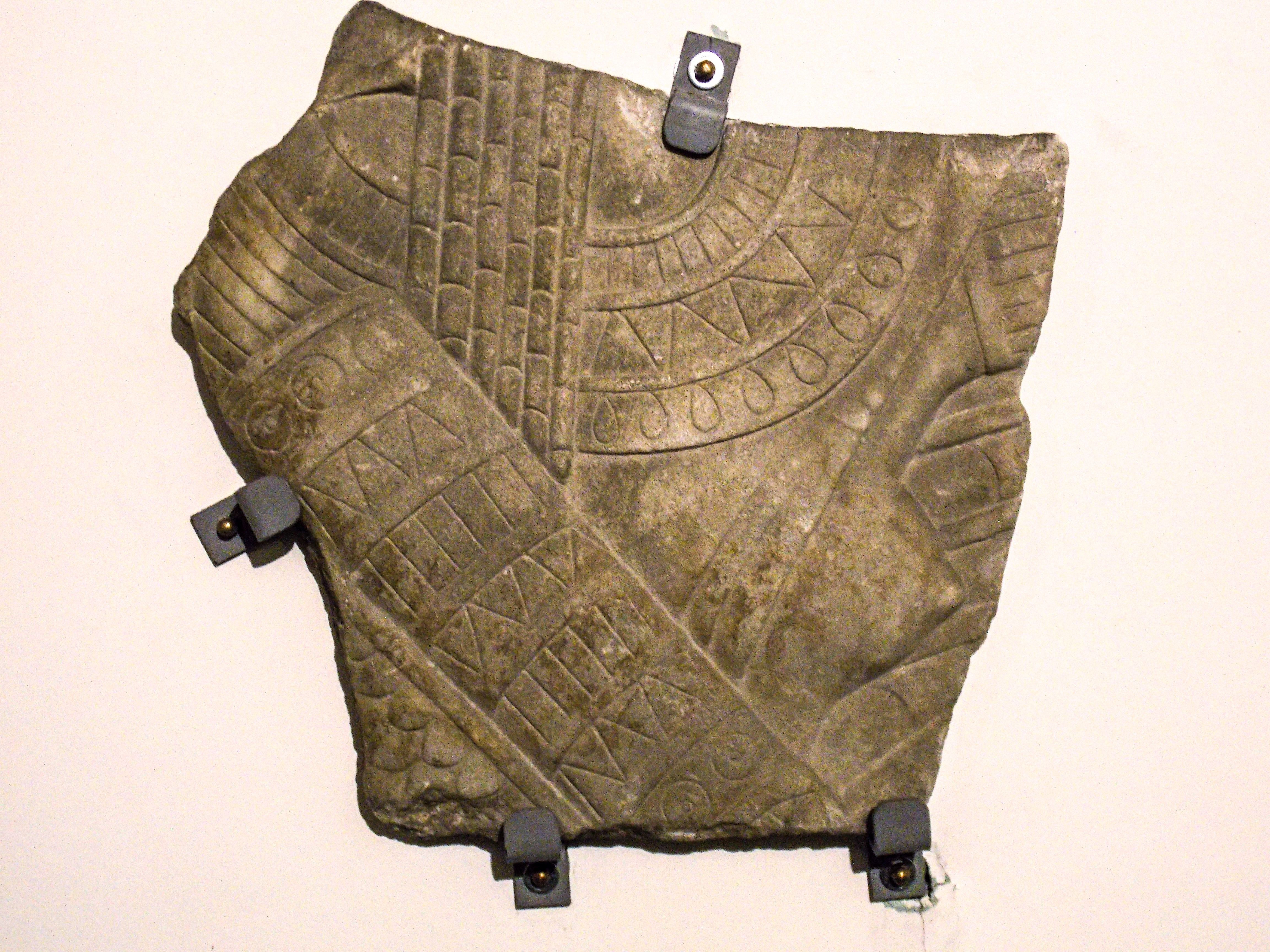
Frammento di bassorilievo con Iside alata. Si vedono le trecce, il collare e i bracciali con lo stesso disegno astratto.

Un restauro del tempio di Iside potrebbe essere avvenuto nel II secolo, sotto Adriano.
I culti isiaci a Benevento furono mantenuti almeno fino al III secolo, ma è molto plausibile che siano proseguiti oltre, fino al V o VI secolo, quando cessarono sulla scia dei predicatori cristiani che si scagliavano contro le pratiche pagane in generale e la venerazione di Iside in particolare. Forse la distruzione fisica del tempio si ebbe con la guerra fra i Goti e l'Impero romano d'Oriente (535-553), durante la quale la città di Benevento fu molto danneggiata. Il fatto che le statue beneventane sono state rinvenute, in massima parte, prive della testa o comunque sfregiate, potrebbe essere conseguenza di una esplicita volontà di distruggere gli oggetti tramite cui si manifestava la religiosità pagana.
Comunque, è possibile che i culti isiaci siano proseguiti in forma popolare per qualche tempo, trasformandosi e divenendo clandestini. Tale possibilità si lega con le vicende dei Longobardi del Ducato di Benevento, in particolare con l'abbandono dei culti idolatrici che, secondo la leggenda, essi accordarono nel 663 con il vescovo san Barbato per assicurarsi la vittoria contro Costante II. Fra l'altro, in questo contesto sarebbe da inserire anche la ricostruzione delle mura di Benevento, nelle cui fondazioni si sono trovati molti reperti del tempio.

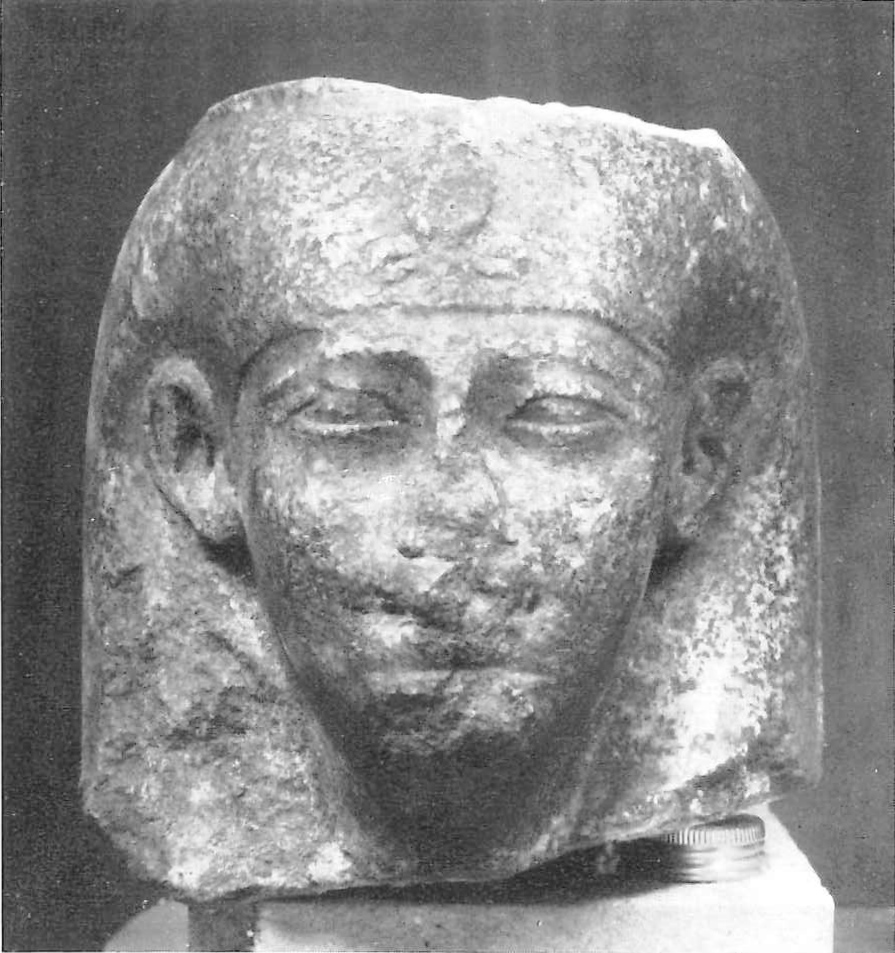
Testa di Iside della prima età tolemaica. Probabilmente è un frammento dell'immagine principale della dea tenuta nella cella del tempio di Benevento. La dea era rappresentata sul trono, forse con Horus-Arpocrate in braccio.

All'opera di conversione dei Longobardi al cristianesimo può essere seguita una demonizzazione della figura di Iside, avvenuta enfatizzando il carattere incestuoso del suo essere sposa e sorella di Osiride, nonché il suo carattere di maga: sono tanti gli incantesimi che si ritrovano nei miti con protagonista Iside, e che le valsero il culto in qualità di guaritrice. Per tali motivi, è stato suggerito che la sopravvivenza di un culto popolare basato su quello isiaco sia alla base della figura della janara, ovvero la strega delle superstizioni popolari di Benevento.
Allo stesso tempo, la facciata più ufficiale della figura di Iside fu forse volta in chiave cristiana: è stato notato che le immagini della Madonna nell'atto di allattare il Bambino sono rivisitazioni di quelle di Iside che fa la stessa cosa con Horus-Arpocrate. Questo accostamento può essere particolarmente significativo a Benevento, che presenta ancora oggi un sentito culto per la Madonna delle Grazie, raffigurata con una tale iconografia nella statua conservata nella basilica cittadina. Lo stesso duomo di Benevento, intitolato alla Madonna, potrebbe sorgere sul luogo del tempio di Iside.

## Catalogo dei reperti

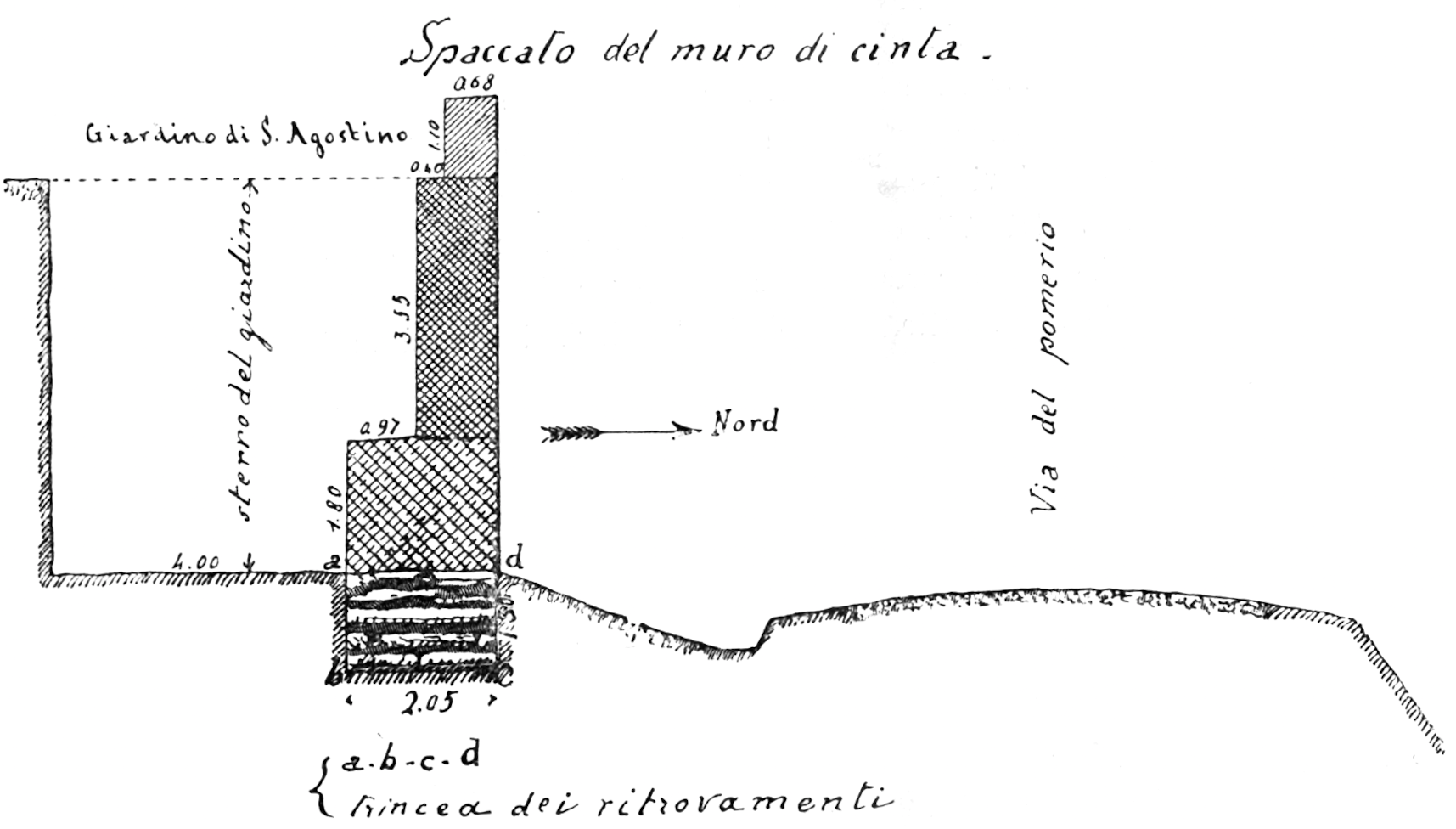
Spaccato dello scavo sul retro del convento di Sant'Agostino

Il più cospicuo ritrovamento di materiale che può essere riferito al culto di Iside a Benevento avvenne nel 1903: nell'abbattere un tratto di cinta muraria longobarda dietro all'ex convento di Sant'Agostino, si scoprirono nelle fondamenta quasi tutte le sculture di grande dimensione che sono note oggi. Altri luoghi nella porzione nord-orientale del centro storico hanno restituito reperti, soprattutto l'area della chiesa di Santa Sofia. A parte questo, è stata riscontrata una certa concentrazione di materiali (gli obelischi ed altri più piccoli) fra il duomo e piazza Cardinal Pacca.

### Materiale di ispirazione greco-ellenistica

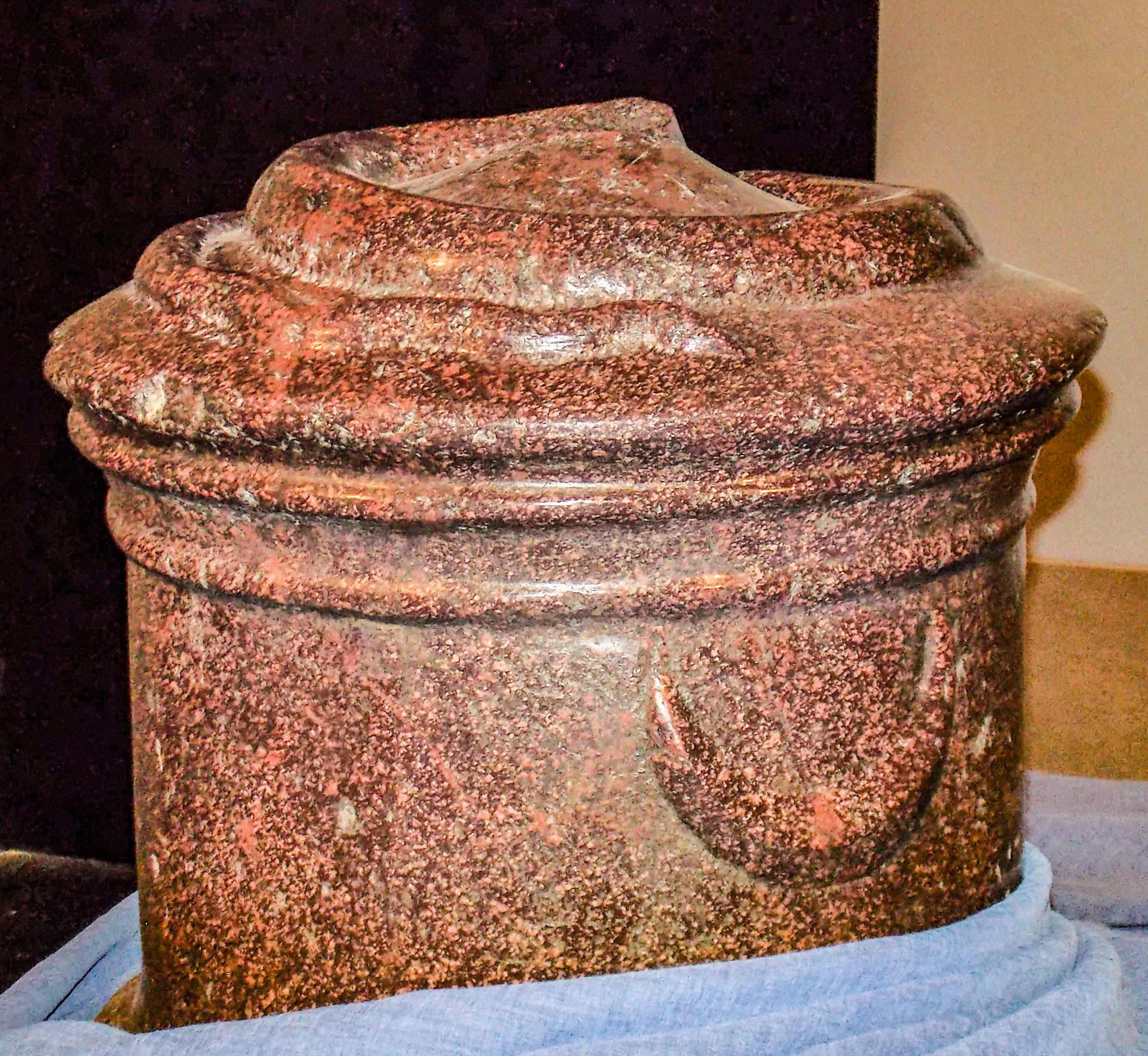
La cista mystica, di difficile interpretazione. In cima è un serpente, attributo di Iside in ambito egizio

Müller assegna alcune statue di fattura, o almeno ispirazione, ellenistica, ad un santuario di Iside Pelagia esistente già prima di Domiziano.
- Iside sulla nave (marmo pario, I secolo a.C.). Ne rimane solo un frammento consistente dello scafo, su cui sono i piedi di una figura femminile. Il basamento dello scafo è decorato con un motivo ad onde; lo scafo è ben rifinito soltanto da un lato. Sono molto ben lavorati i piedi, che vestono dei sandali fra i cui lacci è una decorazione a fogliolina. La figura, che sarebbe Iside, avrebbe sorretto la vela della nave, realizzata in metallo. L'opera potrebbe provenire da Delo, ove è un bassorilievo con una figura simile[37].
- Toro Apis (marmo, I secolo a.C.). Si sono perse la testa e le estremità di questa statua di dimensioni notevoli (1,25 m di lunghezza). L'identificazione con Apis sarebbe giustificata dalla somiglianza con un esemplare in bronzo da Ercolano, ma non è unanimemente riconosciuta. Tale raffigurazione, pur richiamando quella egizia, è rivisitata con un dettagliato naturalismo ellenistico. La testa era eretta, una zampa anteriore sollevata, i genitali sono chiaramente visibili[38].
- Tre adoratrici inginocchiate (marmo pavonazzetto; rispettivamente: prima metà del I secolo, seconda metà dello stesso, età adrianea). Le tre statue, in origine dovevano essere alte poco più di un metro. Ritraggono tre giovani donne, riconoscibili come adoratrici di Iside durante una cerimonia, perché le loro vesti formano sul petto un nodo caratteristico delle devote e delle sacerdotesse di tale divinità. Inoltre la postura inginocchiata è insolita per le statue greco-romane perché non prevista dalle usanze rituali; però lo era in Egitto, e la si ritrova nelle pitture di Ercolano. Non è stata rinvenuta nessuna delle teste, né delle braccia, che potevano reggere il sistro e la situla, oppure delle offerte. Della più antica delle tre statue è giunto solo il tronco. Quella intermedia è inginocchiata su una sola gamba. La terza è l'opera più complessa, soprattutto per la ricchezza del panneggio. Müller ritenne che queste statue in stile greco-romano, benché tarde, si trovassero ancora nel santuario di Iside Pelagia, che continuò ad esistere a fianco di quello eretto da Domiziano; ma non c'è accordo su questo punto[39].
- Cista mystica (porfido rosso, I-II secolo). È una riproduzione scultorea di un recipiente in vimini che era usato durante le processioni di Iside, e più in generale in relazione con il culto di tale dea, in ambito ellenistico. In cima è però raffigurato un serpente, che lega l'oggetto con l'ambiente egizio; sui lati sono delle sporgenze a forma di falci lunari. Non si sa a cosa servisse la cista mystica, che secondo Apuleio "nascondeva nell'intimo i misteri di quella sublime religione". Le ipotesi sul contenuto variano dai serpenti, al fallo di Osiride, ad una sua rappresentazione in frumento da far germogliare, ai resti della frutta bruciata in sacrificio[40].

### Materiale egizio di età faraonica o tolemaica

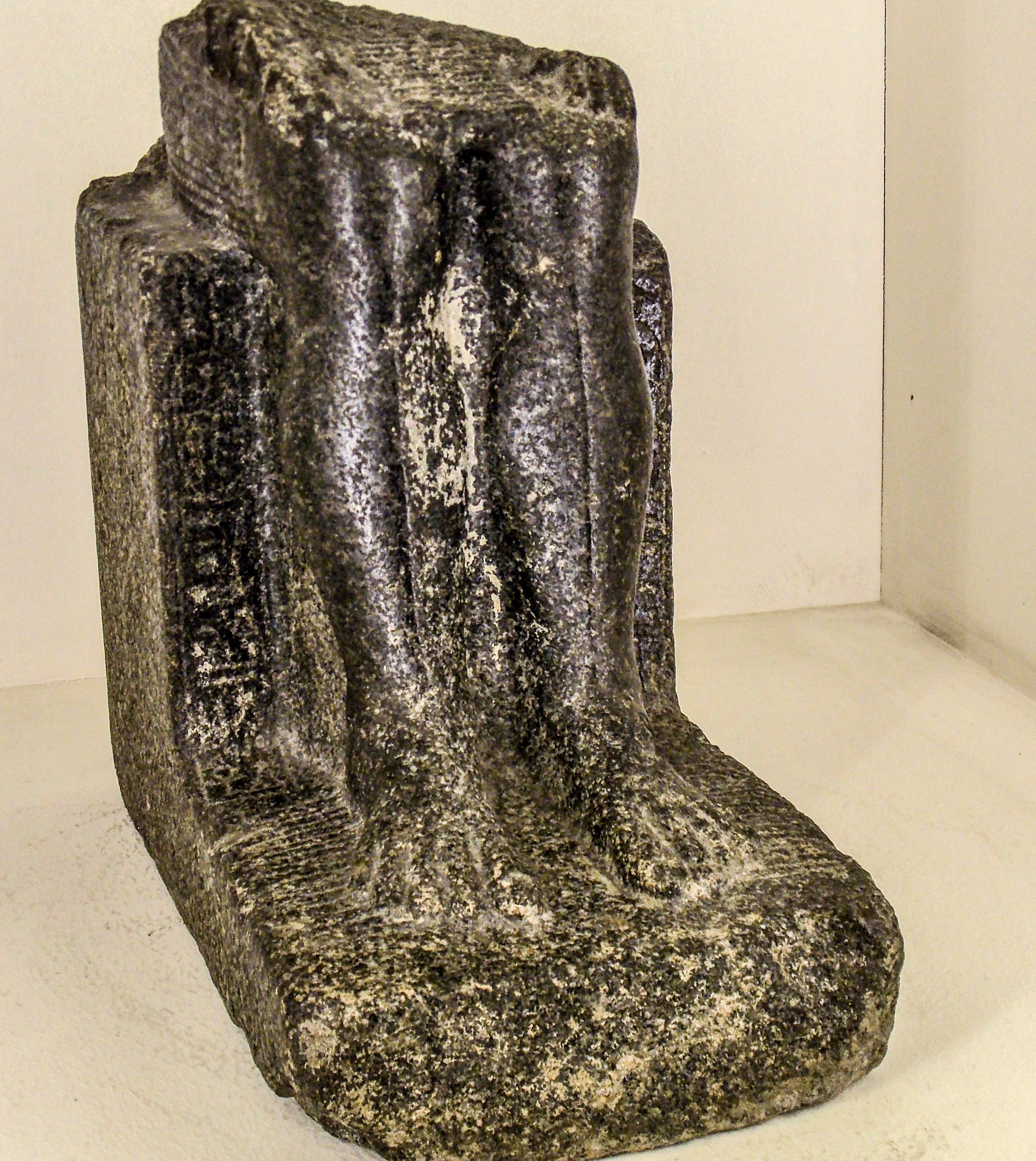
La statua del faraone Mershepsesra, il più antico reperto egizio di Benevento.

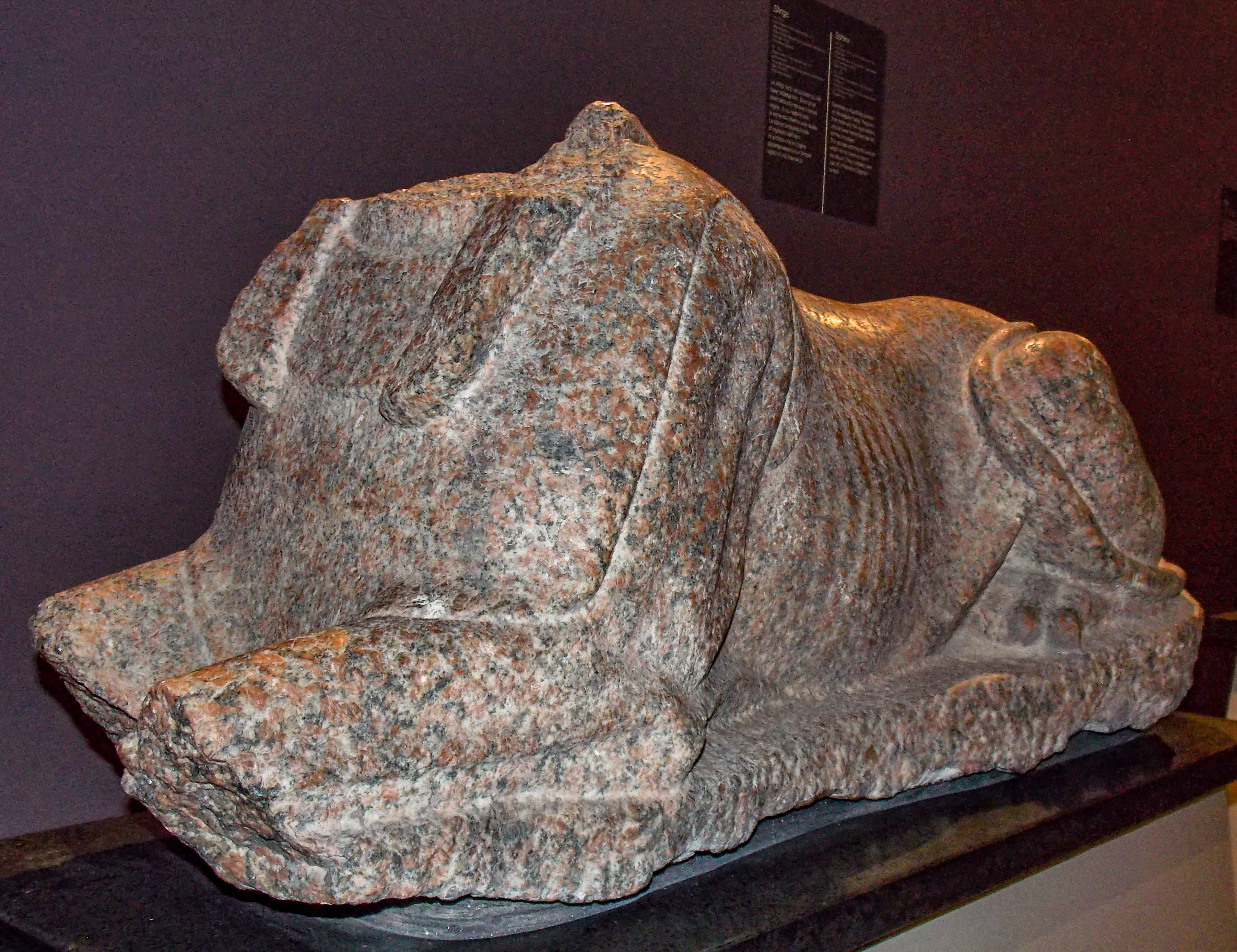
Sfinge di età tolemaica

I seguenti sono i materiali egizi che preesistevano al tempio fatto erigere dai Flavi a Benevento, e che sono stati introdotti in città per iniziativa loro o di privati.
- Faraone Mershepsesra (pietra scura, XVIII secolo a.C.). È la parte inferiore di una statuetta di faraone sul trono, proveniente dal tempio di Karnak; il nome del sovrano è noto dalle iscrizioni sulla statua stessa. Oltre ad essere il più antico dei reperti rinvenuti a Benevento, è l'unica attestazione dell'esistenza di tale faraone[41].
- "Statua cubo" (sienite nera, IX secolo a.C.). Appartiene ad una tipologia usata in contesti funerari, e raffigura uno scriba di Palazzo di nome Neferhotep, come informano i geroglifici che ricoprono la superficie. Il personaggio è accovacciato copra un cuscino, e ne manca la parte superiore. Un rilievo sul davanti raffigura il dio Ptah. La statua potrebbe provenire da Menfi e sarebbe arrivata a Benevento ad opera di un privato, per intenti votivi[42].
- Due falchi rappresentanti il dio Horus (anfibolite, metà del IV secolo a.C.). Le due statue (una quasi intera, l'altra più frammentaria) risalgono al periodo dell'ultima dinastia nativa regnante in Egitto e sono buoni esemplari dell'arte faraonica. Il volatile è rappresentato in maniera composta e stilizzata, con superfici ben levigate. Le macchie colorate attorno agli occhi dell'animale sono riprodotte con pochi tratti essenziali[43].
- Un ulteriore falco-Horus (pietra scura, metà del II secolo a.C.). Simile ai precedenti ma più grande e paragonabile al falco del tempio di Edfu. Presenta un incavo sulla testa, che sosteneva la doppia corona dell'Alto e Basso Egitto[44].
- Testa di Iside (pietra scura con picchiettature, seconda metà del III secolo a.C.). Müller, esaminando la pietra in cui è scolpito questo frammento di statua, concluse che esso deve provenire dal tempio di Behbeit El Hagar, completato sotto Tolomeo III. Il volto femminile, rappresentato in maniera evidentemente egizia, è parecchio danneggiato. Sull'acconciatura è scolpito un serpente ureo, probabilmente frutto di una modifica alla scultura originaria. In cima dovevano essere il modio ornato anch'esso da urei e il diadema con le corna bovine e il disco solare, perduto. La statua doveva essere seduta in trono, forse nell'atto di allattare Horus bambino. Potrebbe essere stata la statua venerata nel cuore del tempio eretto da Domiziano[45].
- Quattro sfingi acefale (entro la prima metà del III secolo a.C.). Due sfingi piuttosto simili in granito rosa, lunghe oltre un metro, sono conservate a Benevento. Insieme ad altre due situate nel Museo Barracco di Roma, di cui una in sienite scura, potrebbero provenire tutte dallo stesso tempio egizio. Pur con le differenze fra gli esemplari, sono ben eseguite e piuttosto fedeli ai canoni egizi. I dettagli, come la muscolatura e la criniera, sono delineati in maniera schematica e geometrica. Le teste sono andate perdute: si intravedono solo le estremità del nemes reale[46].
- Parte posteriore di un'altra, piccola sfinge (pietra nera, prima metà del III secolo a.C.). Ha forme più morbide delle altre sfingi[47].
- Statuetta di Iside in trono (pietra nera, III secolo a.C.). Ne rimane solo la porzione inferiore. È parte di una collezione privata a Benevento[48].

### Materiale egittizzante di età imperiale

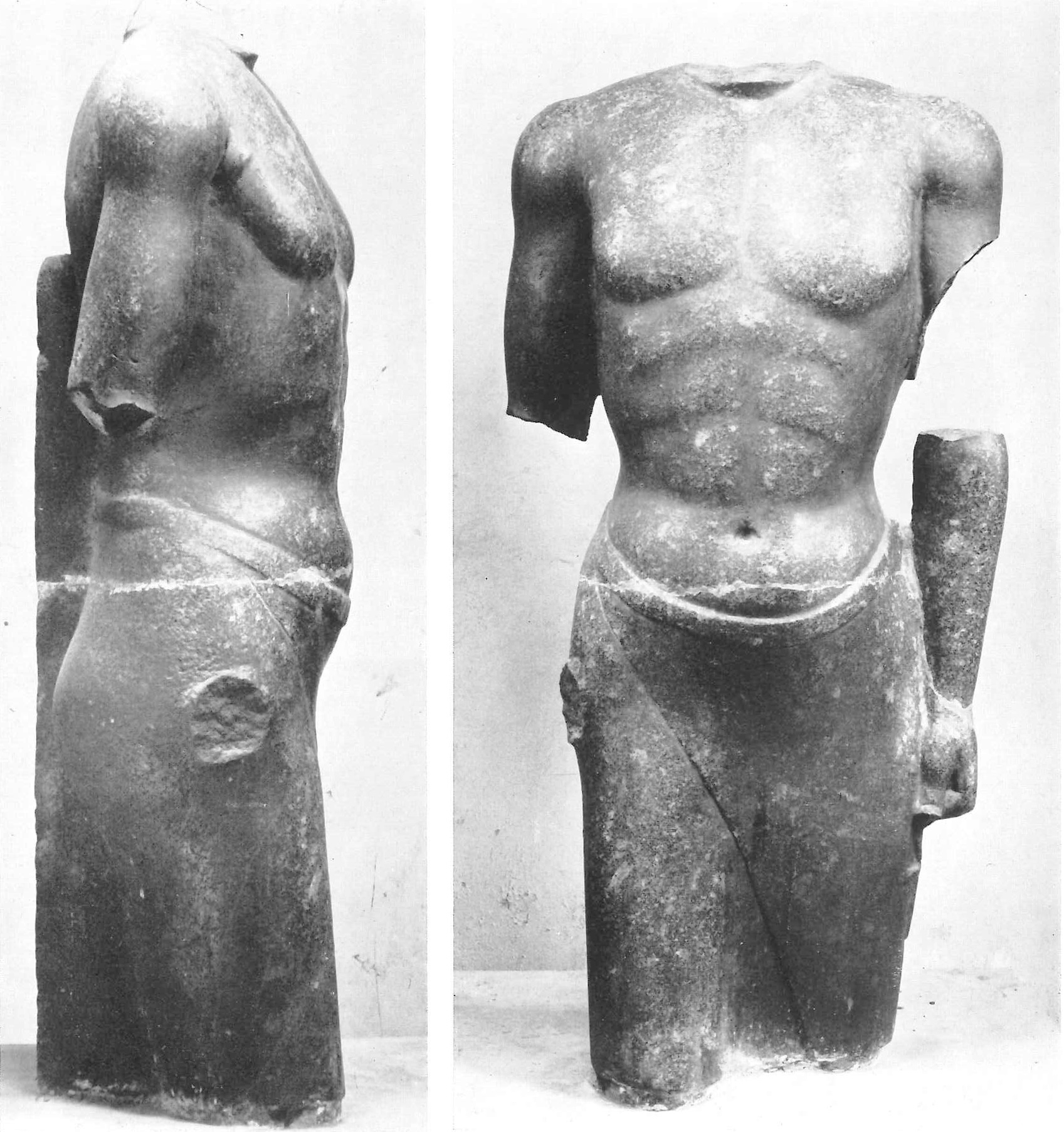
statua di Anubi (?)

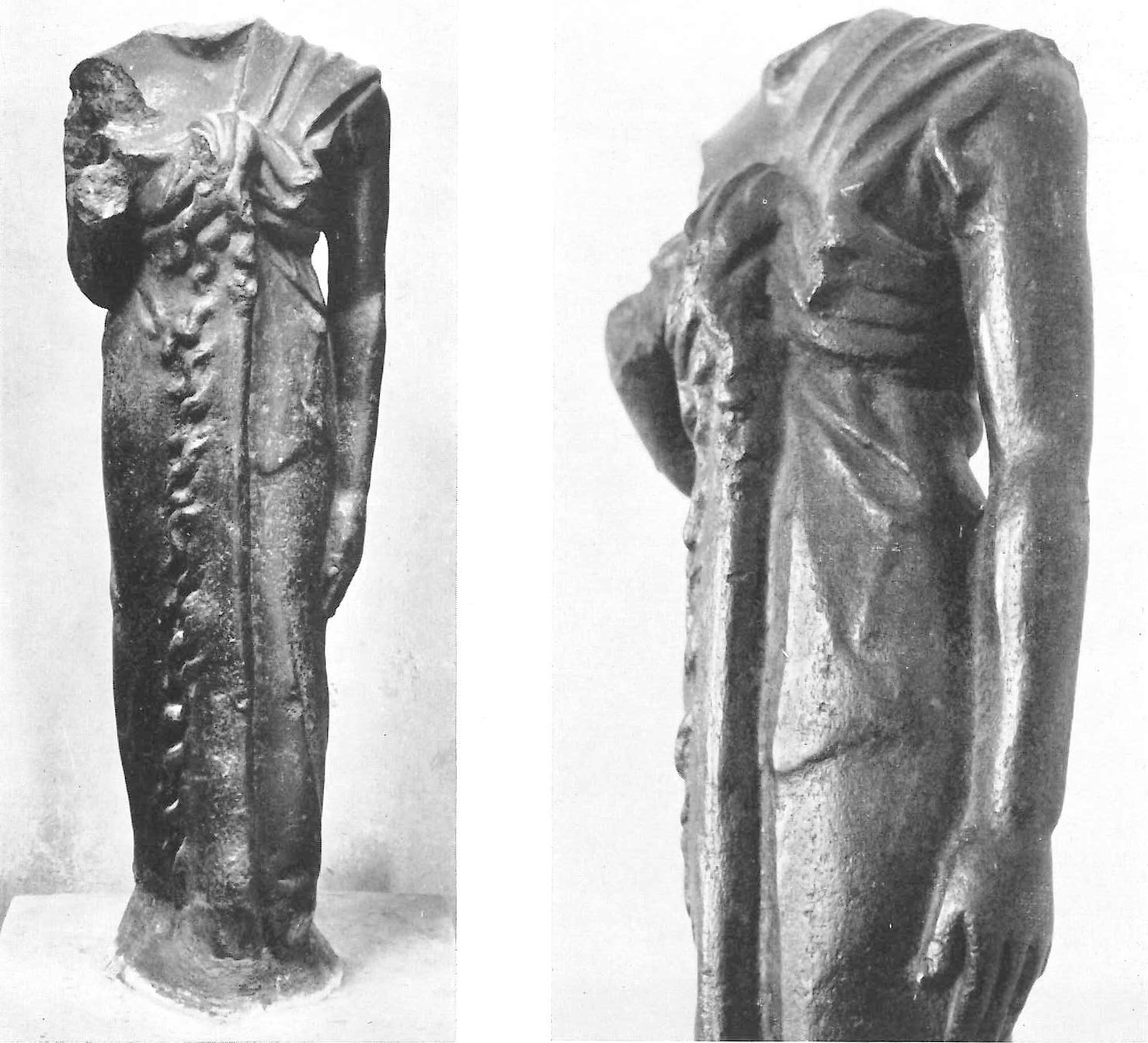
Figura di sacerdote. Forse nella mano perduta era un sistro.

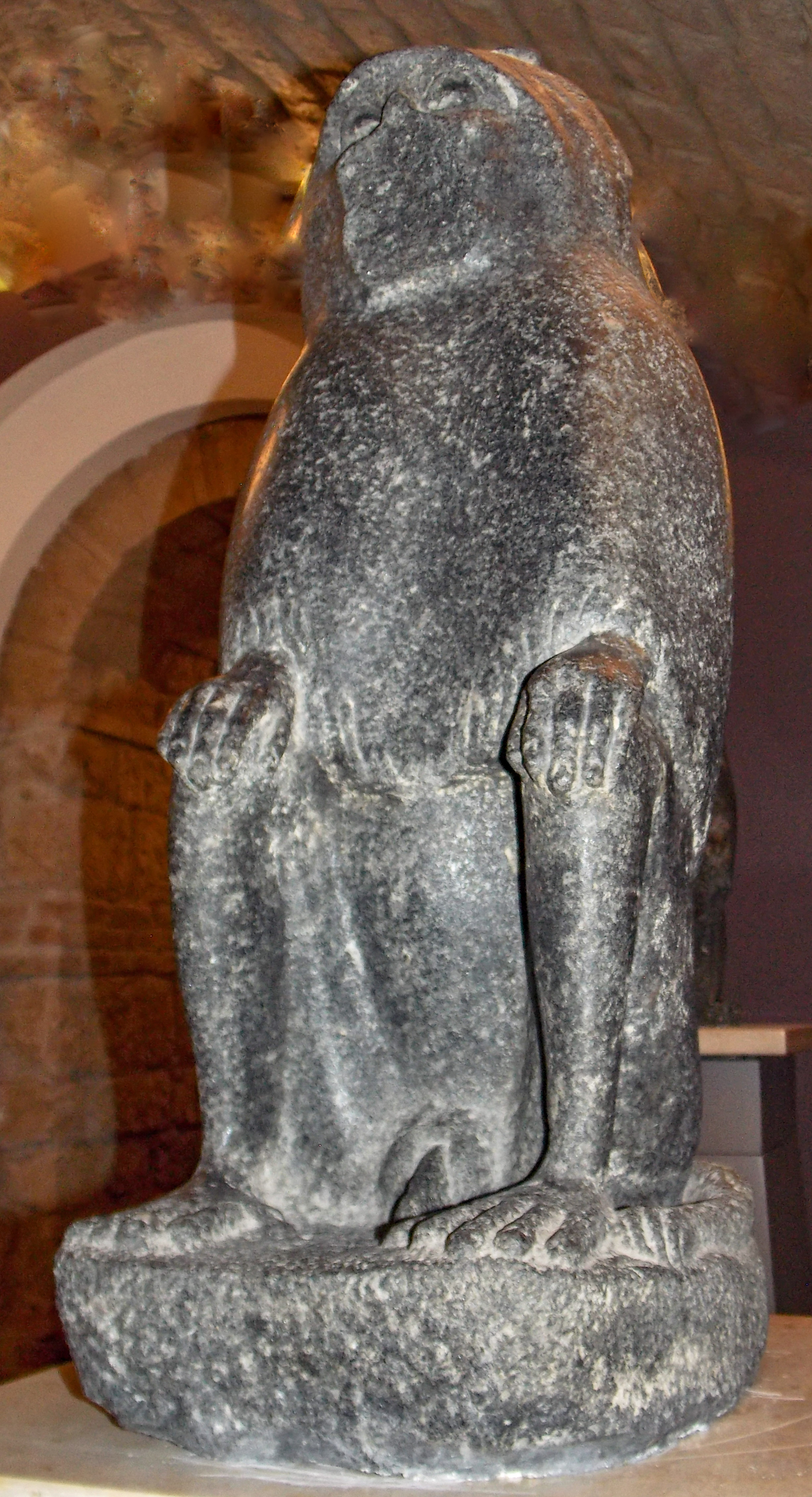
Thot ritratto come cinocefalo

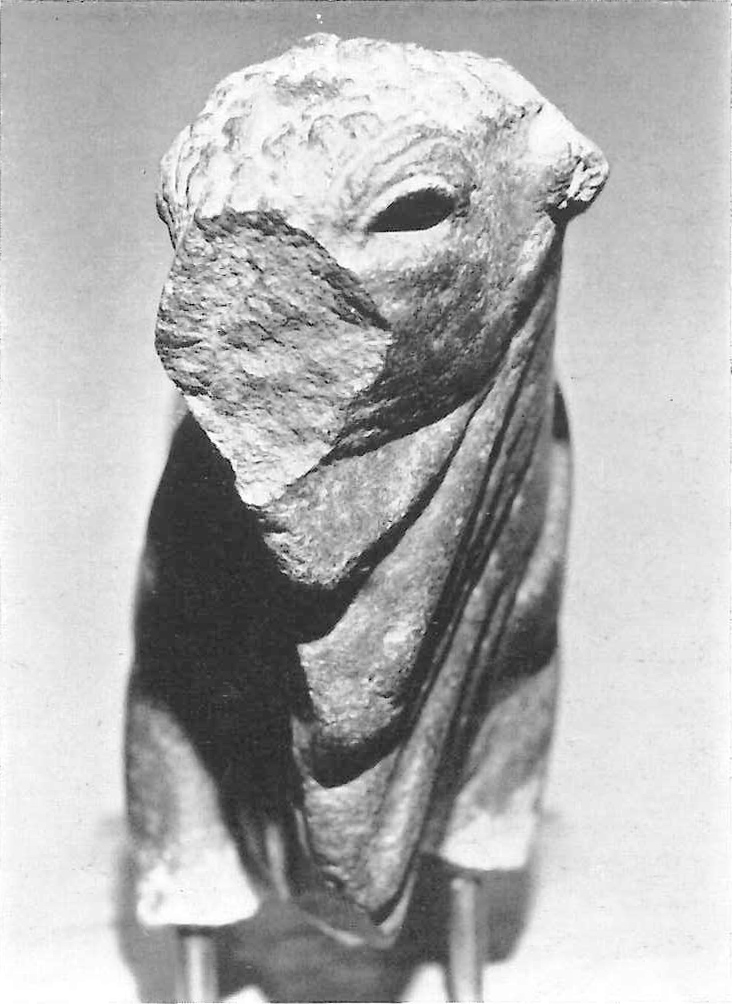
Il toro Api in pietra nera

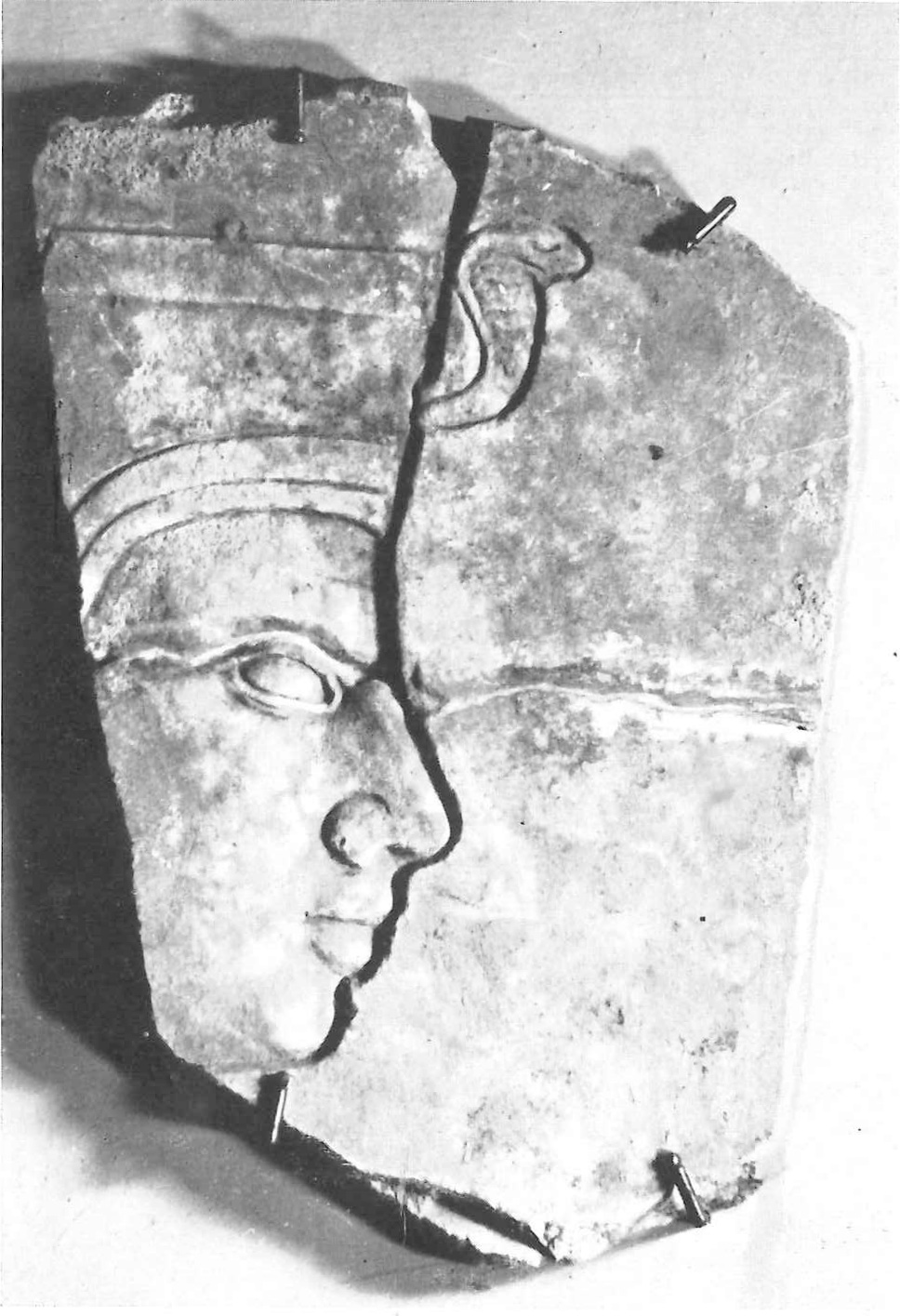
Il volto di Domiziano in un frammento (perduto) di bassorilievo che ornava la cella del tempio

L'imperatore Domiziano e i suoi successori integrarono il materiale egizio fatto pervenire a Benevento per il tempio di Iside con altre sculture a sé contemporanee, realizzate comunque in Egitto o con criteri e materiali dell'arte egizia. L'esecuzione di alcune di esse risulta incerta, perché all'epoca di Domiziano l'arte egizia aveva esaurito la sua spinta creativa e si manifestava soltanto sotto commissioni occasionali: gli artisti, egiziani o italiani che fossero, non avevano più familiarità né con i metodi tecnici, né con i canoni dell'arte faraonica. Altre opere, invece, testimoniano l'ingresso di elementi ellenistici o romani a ravvivare l'arte egizia di età tarda. I materiali commissionati in Egitto durante l'età imperiale sono i seguenti.
- I due obelischi del tempio. A supervisionare la loro realizzazione fu un tale Rutilio Lupo[19].
- Domiziano ritratto come faraone (pietra nera). La statua ritrae l'imperatore con le caratteristiche tipiche dei ritratti egizi: posizione stante, sguardo in avanti, gamba sinistra avanzata, le braccia strette al corpo con, nelle mani, i bastoncelli simbolo di potere. L'abbigliamento consiste solo dello shendit e del nemes decorato con l'ureo. Tuttavia si notano una mal riuscita armonizzazione del realistico volto romano con il corpo egizio, e più in generale una posa eccessivamente rigida e la ruvidità delle superfici, segno di mancata padronanza tecnica da parte dell'artista. La statua doveva servire a simboleggiare la presenza di Domiziano nelle attività di culto isiaco[50].
- Anubi (pietra nera, età domizianea). Si tratta di una statua mancante di gambe, testa ed un braccio, ben eseguita e levigata. L'impostazione generale della figura è egizia, ma il corpo muscoloso e poco schematizzato è di influsso greco-romano. Nel braccio rimanente la statua stringe lo ankh, ad indicare la divinità del soggetto; nell'altro, proteso in avanti, era forse una situla. L'identificazione con Anubi e la datazione sono dubbie. La statua potrebbe aver seguito l'iconografia di Ermanubi in uso in ambito ellenistico, e quindi avrebbe avuto una testa di sciacallo[51].
- Falco rappresentante il dio Horus (diorite, età domizianea?). È forse una copia di quelli più antichi presenti a Benevento, ma di livello tecnico ed artistico più basso[52].
- Due cinocefali rappresentanti il dio Thot (diorite nera, età domizianea). Le due statue, identiche, sono di fattura egizia e riprendono raffigurazioni tradizionali del dio Thot. È seduto per terra, con le mani sulle ginocchia e il capo leggermente inclinato di lato, coperto dalla criniera fino al petto. Le orecchie fanno capolino dalla criniera, mentre fra le cosce sono ben visibili i genitali. Rispetto agli originali egizi queste statue hanno un aspetto più slanciato. Di una statua mancano il muso e il disco lunare sulla fronte, l'altra è più frammentaria[53].
- Toro Apis (gabbro nero, età domizianea?). La statua, piuttosto frammentaria, è in materiale egizio ed egizia deve essere stata anche la lavorazione, di livello tecnico ed artistico notevole. Un incavo triangolare sulla fronte e uno a forma di mezzaluna su ciascun fianco ospitavano inserti in materiale più chiaro, coerentemente con le raffigurazioni tradizionali. Se la concezione della figura è perlopiù egizia, sono più classicheggianti alcuni dettagli, come i ricci sul capo, la muscolatura delle zempe, la posa non frontale ma con il capo inclinato verso destra[54].
- Frammenti di bassorilievo (marmo di provenienza italiana, età domizianea). Una testa di faraone, perduta nel 1958, avrebbe rappresentato Domiziano. Vi sono poi un frammento, riconosciuto come Iside alata, ed una gamba con una gonna, che potrebbe essere di nuovo parte della figura di Domiziano, o di una figura divina (come Horus-Arpocrate). La gonna e i gioielli di Iside presentano la stessa decorazione a zig-zag e a gocce. Tutti i tre frammenti sono realizzati con la tecnica del rilievo nell'incavo, ovvero solcando una superficie piatta in modo che il piano rimanga distinguibile: potrebbero essere parte dello stesso rilievo o ciclo di rilievi. Lo stile, che si riallaccia validamente alla scultura tardo-tolemaica, fa ritenere che lo scultore sia stato un egiziano, che ha lavorato a marmi già installati. Un'idea di cosa rappresentasse il rilievo può essere data dalle catacombe di Kom el-Suqafa, ove si trova un rilievo con una statua del toro Apis che riceve la protezione di Iside alata da una parte, e le offerte di un imperatore dall'altra. Bisogna forse aggiungere altri due frammenti di marmo a quelli menzionati: in uno è disegnato un capitello e potrebbe aver svolto una funzione di separazione o di basamento per il bassorilievo; un'altra lastra invece riporta una sfinge alata acefala, ed è murata nei pressi di piazza Piano di Corte[55].
- Fregio con toro Apis (marmo, età domizianea). Il blocco di pietra è l'unico reperto, oltre ai bassorilievi, che può aver fatto parte dell'architettura del tempio di Iside[56].
- Due teste di imperatore provenienti da sfingi. Una delle due è di granito rosa ed è molto rovinata, l'altra è in anfibolite ed è un lavoro di buona fattura. Comunque, pur essendo entrambe opere egizie, attestano l'incapacità dell'arte locale di perseguire la propria identità in epoca imperiale. Anche la datazione delle teste è incerta: potrebbero ritrarre Domiziano[57].
- Due sfingi acefale (granito rosa, età domizianea?). Mutilate e piuttosto logorate dal tempo, si affiancano a quelle di età tolemaica. Secondo Müller, sono un'opera più approssimativa delle altre e quindi, probabilmente, di fattura egizia ma tarda. Altre fonti, però, ritengono che tutte le sfingi di Benevento furono commissionate da Domiziano. Una di esse è al Museo del Sannio, l'altra al Museo Barracco[58].
- Parte anteriore di sfinge (granito grigio, età domizianea). Più piccola delle altre, è molto sproporzionata ed è opera di uno scultore inesperto[59].
- Parte inferiore di sacerdote (gabbro nero, età domizianea). Rimangono solo le gambe della statua, coperte di una veste lunga. La gamba sinistra è in avanti. La statua riprende un tipo di età tolemaica ma è più tarda[60].
- Sacerdote, originariamente con sistro (diorite nera, I secolo). Tale scultura, di grandezza inferiore al naturale, è giunta senza la testa né buona parte del braccio sinistro; non ve ne sono di analoghe attestate in altri contesti. L'abbigliamento consiste in un unico panno che forma una lunga frangia sul davanti, tenuto su con un altro tessuto a mo' di cintura. Corrisponde in parte all'abbigliamento dei sacerdoti egizi, ma soprattutto a quelli isiaci di ambiente ellenistico: infatti lo si trova uguale in un sacerdote in un affresco che dipinge riti isiaci a Ercolano. Nella mano che manca alla statua, tale sacerdote regge un sistro. La fattura della statua è egizia, come ben evidenziato dall'avanzamento di una gamba rispetto all'altra; ma l'abito e il movimento libero della figura attestano una profonda influenza ellenistica[61].
- Sacerdoti con canopo (pietra scura, età adrianea). Le due statue, acefale, sono strettamente in relazione con quella di cui al punto precedente, ma sono più grandi. Uguali sono la posizione delle gambe e l'abito di base, che però è più corto e lascia vedere i sandali di forma egizia, ed è inoltre arricchito di un ulteriore manto sulle spalle. I due sacerdoti sorreggono con entrambe le mani, coperte dal manto, il vaso canopo davanti al petto. Anche i vasi canopi sono privi delle rispettive teste. Le due statue sono meglio levigate e presentano un panneggio più complesso di quella di cui sopra, e secondo Müller sono opere di provenienza alessandrina eseguite nel periodo di revival dell'arte egizia promosso da Adriano. Negli affreschi di Ercolano, in cima alla scala che conduce alla cella del tempio di Iside, sono tre sacerdoti: quello centrale è uguale alla statua in esame, quello a destra invece corrisponde alla statua del punto precedente. A sinistra è una sacerdotessa anch'essa con sistro. Secondo Müller, le statue beneventane sarebbero quel che rimane di due gruppi identici a quello dell'affresco, intenti nei culti di Osiride-Canopo e di Iside-Menuthis rispettivamente: questi erano infatti congiunti nel tempio di Canopo in Egitto[62].
- Caracalla ritratto come faraone (pietra scura). L'identificazione della figura con Caracalla è data dal confronto con altri ritratti. La statua è accostabile a quella analoga di Domiziano, ma è più piccola e peggio eseguita, oltre che piuttosto degradata[63].
- Frammento di piccolo obelisco (marmo, II-IV secolo). Presenta disegni che vorrebbero imitare i geroglifici, di cui si era persa la conoscenza[64].
- Statua di Api. La statua, posta su un piedistallo in viale San Lorenzo, sarebbe da ascrivere ad un periodo tardo perché non rispetta bene le caratteristiche iconografiche del dio[65].
- 22 colonne di granito rosa. Si tratta di materiale riutilizzato negli edifici della città attuale, soprattutto nella chiesa del Santissimo Salvatore e nella chiesa di Santa Sofia. La loro provenienza dal tempio di Iside è suggerita dalla pietra di cui sono costituite, ma non è certa[66].

### Materiale indirettamente collegato ai culti isiaci

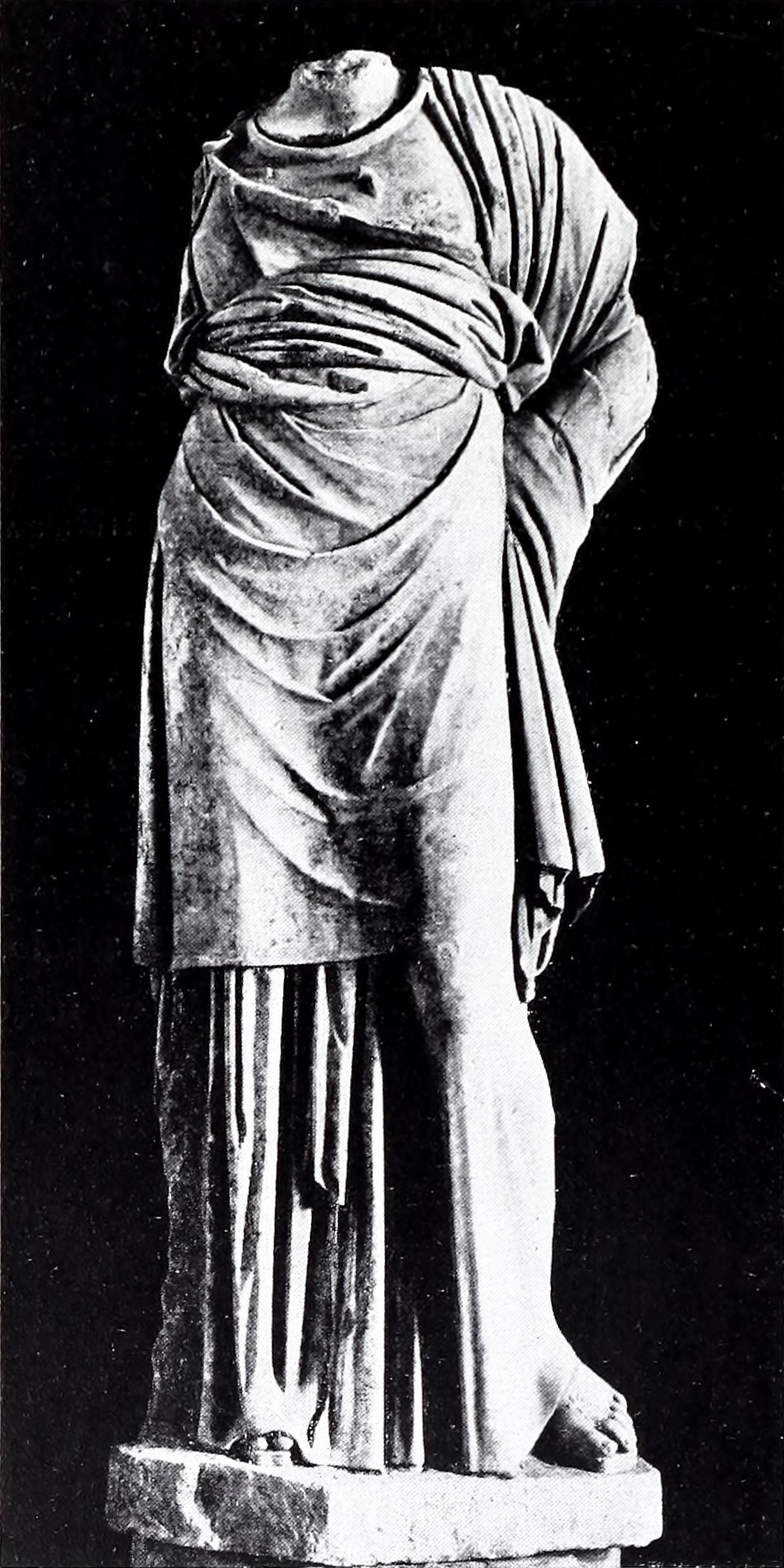
Statua di Minerva dallo scavo di Sant'Agostino. Domiziano era eccezionalmente devoto a Minerva e potrebbe aver introdotto sue immagini anche nel tempio di Iside.

Alcuni ulteriori reperti da Benevento potrebbero essere messi in relazione con il culto di Iside, per via dell'associazione del suo culto con divinità greco-romane, o tramite altre considerazioni. I leoni gradienti sono gli unici di questa lista inclusi ed analizzati da Müller: gli altri, pur provenendo dallo scavo del 1903 che tanto restituì del tempio, furono esclusi dalle considerazioni dello studioso data la mancanza di caratteristiche egizie.
- Tre leoni gradienti (granito rosa, fine II-inizio III secolo). Sebbene il materiale e qualche dettaglio delle figure siano egizi, l'impostazione complessiva è sicuramente ellenistico-romana. I leoni sono rappresentati con naturalismo, in posa libera e non frontale, imponenti ma con un'insolita espressione aggrottata e sottomessa. Uno dei tre leoni è incastonato sul campanile del duomo di Benevento. Il confronto con qualche altro esempio, anche se non identico, induce a ritenere che i tre leoni, assieme ad un quarto, perduto, trainassero la biga della dea Cibele[68].
- Minerva (marmo pario, seconda metà del I secolo). La statua è una copia acefala della cosiddetta "Athena Vescovali", vestita di un peplo coperto da un mantello. Testimonierebbe l'associazione di Minerva con Iside nel santuario beneventano[69].
- Testa femminile da un acrolito (marmo pario, IV secolo a.C. o età imperiale). La grande testa è identificata con Giunone o Cerere. Sono attestati legami di tali divinità con Iside in quanto datrici di vita[70].
- Figura femminile con chitone corto. La statua, monca delle estremità, rappresenta forse un'Amazzone o Artemide che generalmente sono raffigurate con tale veste, anche se con dettagli differenti da quanto si vede nella scultura beneventana. L'origine del manufatto potrebbe essere alessandrina e, ancora, potrebbe testimoniare un culto greco-romano congiunto con quello isiaco[71].
- Frammento di torso in posa policletea (grovacca verdastra, età flavia). La statua, in pietra egizia e di raffinata esecuzione, potrebbe essere stata parte del tempio come dedica pubblica o privata a Iside[72].
- Figura togata (marmo di origine forse greca, età tardo-repubblicana o imperiale). Si tratta di una statua mutile delle estremità, raffigurante un personaggio maschile vestito della cosiddetta Manteltoga. Potrebbe essere stata una dedicazione privata nel tempio di Iside, o potrebbe esservi stato inserito per decreto decurionale[73].
- Imago clipeata (pietra locale, età imperiale). Difficilmente associabile al tempio se non come elemento che ne accentuava il carattere trionfale[74].

## Architettura del tempio

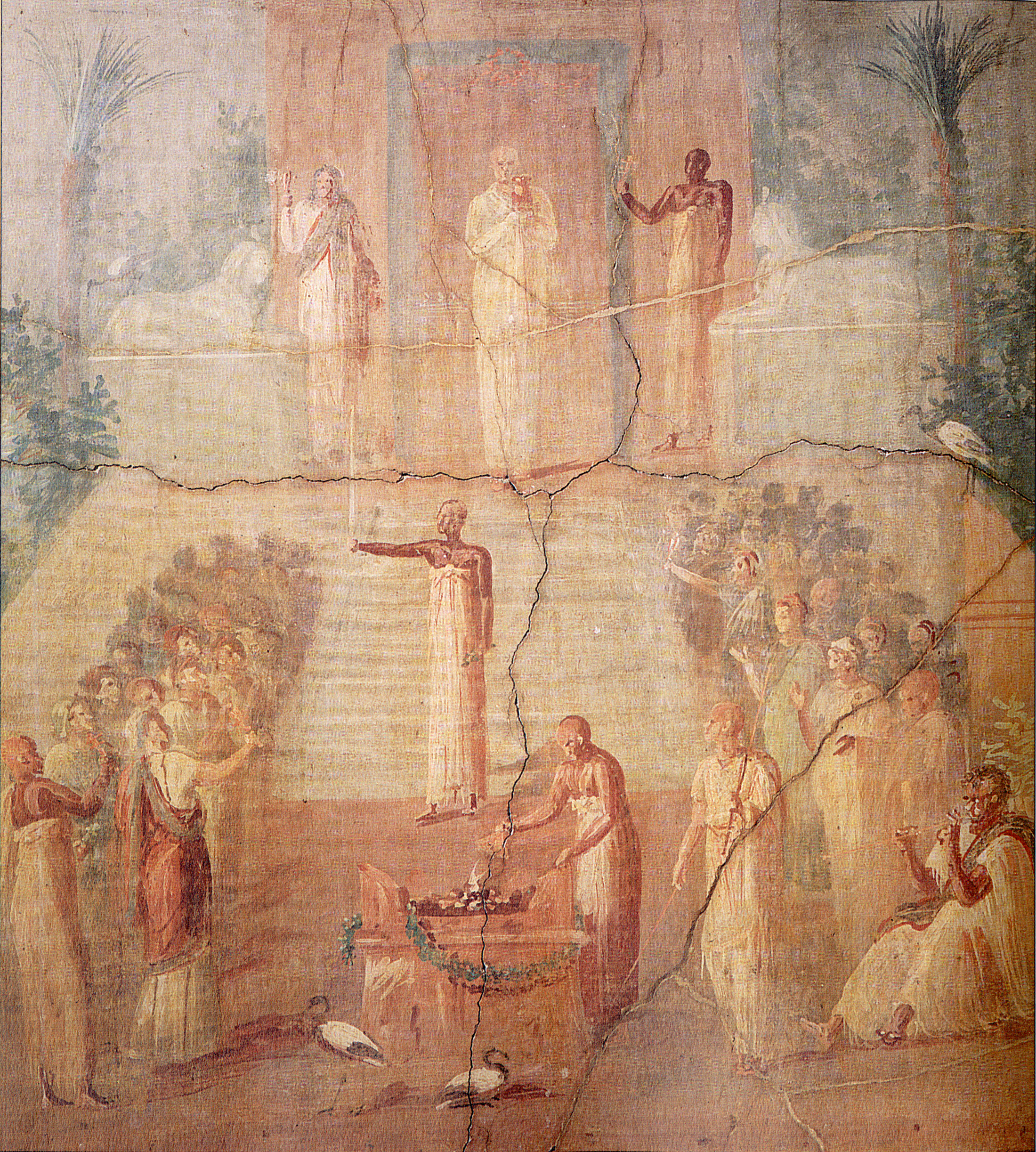
L'affresco di Ercolano raffigurante tre sacerdoti davanti alla cella del tempio di Iside

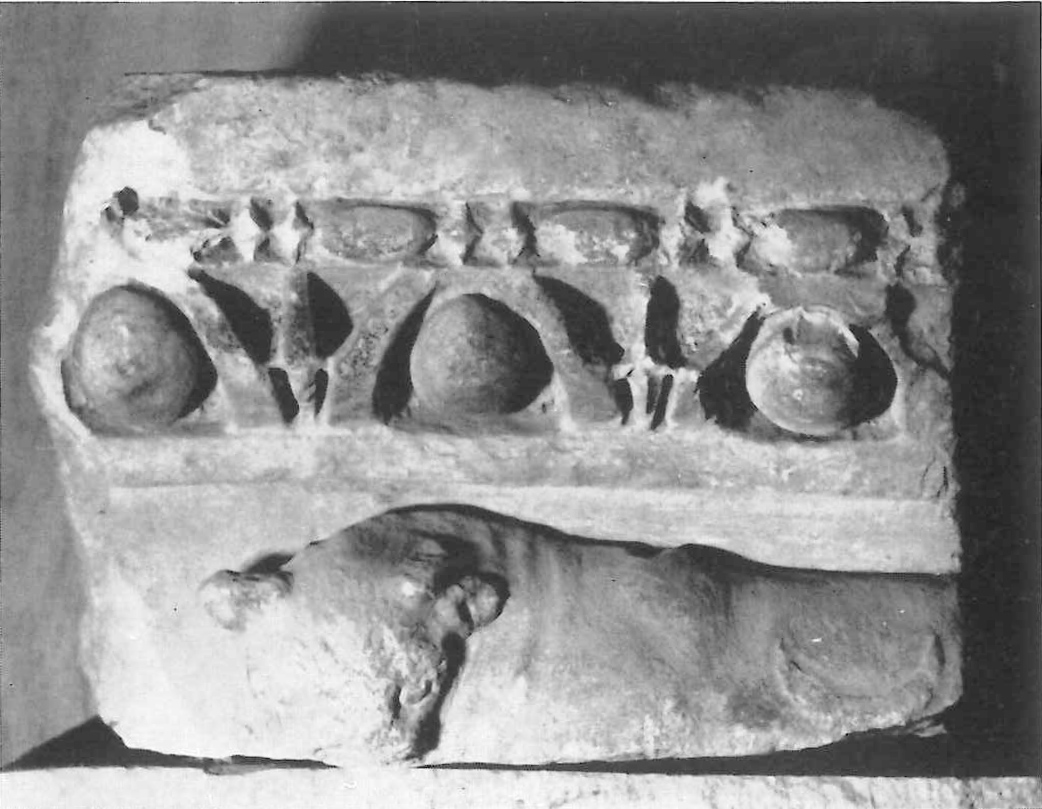
Fregio con toro Apis. Testimonierebbe che il linguaggio architettonico del tempio, nonostante le statue egittizzanti, era perlopiù romano.

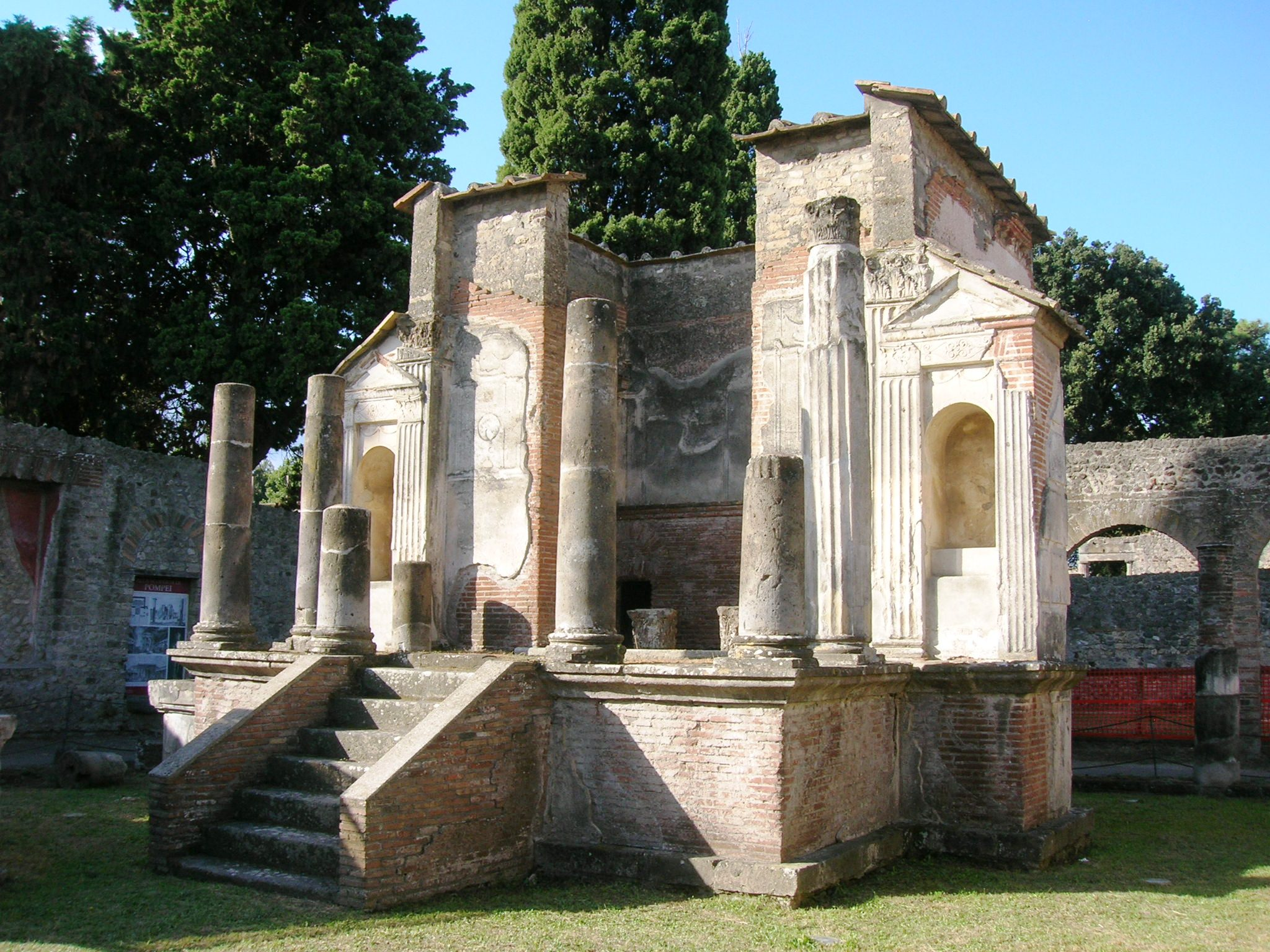
La cella del tempio di Iside di Pompei fornisce un possibile modello per quella di Benevento

Risulta molto difficile trarre dati certi sull'architettura del tempio beneventano di Iside e sul suo stile visivo, non conoscendone la posizione: bisogna basarsi quasi soltanto sugli arredi ritrovati i quali, benché numerosi, non sono tutti di sicura attribuzione. Pur fra molte incertezze, si può dire che il tempio prima di Domiziano deve essere stato ellenistico. Per quanto riguarda quello eretto per volontà imperiale, invece, in genere si ammette un'importante componente egizia nel suo aspetto; tuttavia, è opinione condivisa che questa deve essersi mischiata con il linguaggio architettonico romano ed ellenistico.
Le caratteristiche del tempio possono essere immaginate per confronto con gli altri santuari isiaci ove intervennero i Flavi: innanzitutto quello del Campo Marzio, che ha restituito reperti egittizzanti in parte coincidenti con quelli beneventani; ma anche quello di Pompei, le cui strutture sono ancora esistenti; tuttavia quest'ultimo non dà evidenze di un carattere egittizzante.
Müller ritenne che il tempio di Iside Pelagia, quello eretto da Domiziano ed il Canopus fossero edifici distinti. Tuttavia, del primo si conservano scarse tracce; ed è significativo poi il fatto che gli obelischi parlino esplicitamente di tempio non solo per Iside, ma anche per le divinità paredre. Quindi, altri autori vogliono che i tre templi siano in realtà fasi temporali, o porzioni, diverse di uno stesso complesso monumentale.
Viene comunemente accettato il fatto che le tante sfingi ritrovate a Benevento fossero poste ai lati di un dromos all'ingresso di esso e che la loro funzione, come in Egitto, fosse quella di preservare la sacralità del luogo dal caos mondano. Alla fine del dromos era la cella del tempio: al suo ingresso erano i due obelischi, magari ciascuno fiancheggiato da una delle sfingi più piccole.
Si può, inoltre, supporre ragionevolmente che la cella fosse simile a quella degli altri due templi citati, prostila a 4 colonne frontali, costruita sopra un podio. Ad imitazione dei templi egizi, davanti alla cella era forse una sala ipostila. Le colonne più grandi fra quelle in granito reimpiegate nell'edilizia di Benevento potevano essere le quattro frontali e il peribolo che forse circondava la cella. All'interno di tale ambiente, probabilmente, si trovava l'immagine di Iside in trono, di cui è rimasta solo la testa; e, visto che i fedeli non vi potevano entrare, era posta in modo che fosse visibile dall'esterno. Se da un lato si è conservato un frammento di fregio con il toro Apis a far supporre che le linee architettoniche di tale cella fossero greco-romane, dall'altro va anche considerato che alcune delle pareti della cella erano ornate con il bassorilievo in marmo di cui sono rimasti pochi frammenti, di ispirazione fortemente egizia. Forse tale decorazione si trovava sia all'interno che all'esterno.
È difficile stabilire la collocazione delle altre sculture. Forse il Canopus trovava posto sempre in parte della cella; una nicchia all'esterno poteva ospitare la statua di Anubi. Il toro Apis forse era in uno spazio all'aperto; altre statue, come i falchi-Horus, potevano intervallarsi con le sfingi lungo il dromos. Un affresco di Ercolano mostra, ai piedi della cella, delle sacerdotesse che ricordano le statue inginocchiate di Benevento. Comunque, è stata enunciata da più autori la possibilità che il complesso comprendesse altre cappelle (pubbliche o private) satelliti ma staccate dalla cella principale, in cui venivano venerate le divinità paredre. Tale complesso di più edifici poteva poi essere aperto verso la città o essere delimitato tramite un recinto.

## Localizzazione del tempio

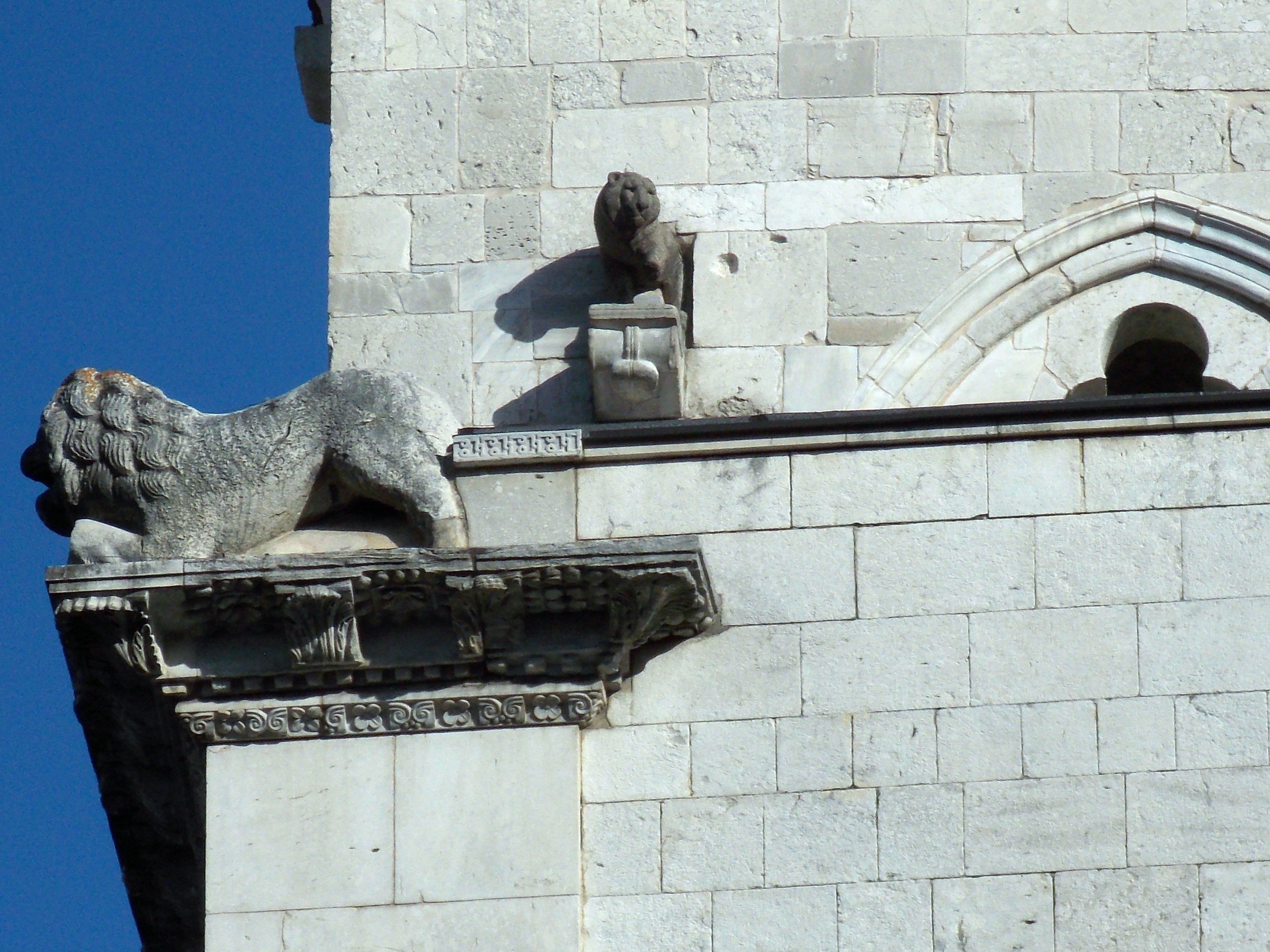
Sul campanile del duomo di Benevento è un leone in granito che, insieme ad altri tre, avrebbe trainato la biga della dea Cibele. Attorno al duomo sono stati trovati molti reperti del tempio di Iside.

Non c'è accordo sulla collocazione del tempio (o dei templi) di Iside. Meomartini lo voleva corrispondente al convento di Sant'Agostino, dove furono ritrovate le statue durante lo scavo del 1903, perché credette anche di averne trovati i muri di fondazione (poi rivelatisi un più semplice canale).
Müller non accolse questa ipotesi, che mette il tempio in posizione periferica rispetto al centro cittadino. Non essendo disposto a riconoscere tutto il materiale rinvenuto in tale scavo come pertinente al tempio di Iside, egli pensò invece che le statue lì rinvenute furono trasportate da altri luoghi e selezionate per le loro dimensioni rilevanti, che le rendevano adatte ad essere usate come fondazioni per le mura longobarde.
A suo dire, è molto più rilevante la concentrazione di reperti nell'area della cattedrale e del palazzo arcivescovile: in particolare gli obelischi e altro materiale più piccolo, che era meno interessante da riutilizzare per nuove costruzioni e quindi si può ritenere trovato nel luogo d'origine. La cattedrale di Benevento insiste sull'area del foro romano, laddove la via Appia si incontrava con un diverticolo della via Latina: il luogo sarebbe particolarmente adatto per un tempio al centro degli interessi dei commercianti. Il duomo potrebbe aver preso direttamente il posto del tempio considerando che, con l'avvento del cristianesimo, il culto della Madonna (cui il duomo è intitolato) ha più volte rimpiazzato quello di Iside.
Ai margini del foro si trova anche l'attuale piazza Cardinal Pacca, dove altri reperti sono stati trovati. È interessante che qui si trovasse la chiesa di Santo Stefano de foro, perché a Roma, Verona e Pozzuoli si riscontra una sovrapposizione del culto di santo Stefano a quello isiaco. Secondo Müller, è notevole anche il fatto che, secondo l'iscrizione da cui è noto il Canopus, esso fosse stato eretto per i "Martenses Infraforani": questi, stando al nome, dovevano avere sede in quest'area.
Non lontano da qui, ancora, è il teatro romano. A Pompei il teatro, il tempio di Iside e quello di Asclepio, tutti e tre aventi un nesso con il mondo ellenistico, erano vicini; è stato suggerito che lo stesso potrebbe essere avvenuto a Benevento, pur non essendoci evidenze archeologiche a supporto di una tale ipotesi.
In difesa di una collocazione del tempio nell'area nord-est del centro storico, ovvero quella che presenta a margine il convento di Sant'Agostino, bisogna dire che reperti pertinenti ai culti egizi sono stati trovati anche presso la chiesa di Santa Sofia, il palazzo De Simone e il Piano di Corte. Qui sorgeva anche un'altra chiesa medievale dedicata a santo Stefano, detta de plano curie.